# 関智一
関 智一（せき ともかず、1972年9月8日 - ）は、日本の声優、俳優、歌手。東京都江東区門前仲町出生、深川出身。アトミックモンキー名誉会長、同社所属。劇団ヘロヘロQカムパニー座長。日本芸術専門学校特別講師。

## 経歴

### 生い立ち
東京都江東区門前仲町生まれ、深川出身で、生粋の下町っ子。当時の門前仲町辺りはロケが多く、『西部警察』、『太陽にほえろ!』などの撮影が行われており、よく車が横転して爆発するの見ていたこともあった。一方、木場辺りは聖地巡礼という感覚はなく、町並みも物心ついたころにはだいぶ変わってしまったため見に行っていなかった。
一人っ子で、家に一人でいる時間が長く、時間を潰すためによくテレビを観ており、その影響を受けてタレントや歌手のものまねをしていたという。ものまねを皆に見てもらいたいという目立ちたがり屋の面があり、近所の公園に友人を集め、ものまねショーをしたこともあった。その影響で芝居に興味を持つ。
当時はテレビゲームも無かったため、基本的に外で遊ぶしかないため、放課後は公園に集合して皆で遊んでいた。
一番最初に舞台を見に連れていってもらったのは小学4年生の時、渡辺えり子座長の劇団3○○の舞台『ゲゲゲのげ』。それを見て感銘を受け、学校の演劇クラブに所属していた。

### 声優・俳優になるきっかけ
関曰く役者を目指し始めたきっかけは覚えていないが、人前で何かをやることには興味があり、江東区立数矢小学校時代では寸劇を作ったりしていたという。当時は『仮面ライダー』のマスクを作り、仮面ライダーショーのまねごとのような感じだったという。主役のライダー役は演じておらず、主役を演じるというのは嫌だったという。クラスで一番運動神経が良かった友人を班にスカウトして、ライダー役を演じてもらったという。怪人役がおいしいということも分かっており、「けっこう演技力が必要な役だなあ……」と漠然と考えながら怪人役を演じていたという。小学校4、5年生くらいに友人から「お前、頭デカいな！」と言われ、人前に出ることが恥ずかしくなった。その頃は舞台や映画を見る機会が多く、役者になりたいという思いを持っていた。
声優を意識したきっかけも覚えておらず、「誰かが声をやっているんだろうな」くらいだったという。子供のころは、アニメブームで声優がフィーチャーされたことがあまりなかったこともあり、漠然と意識していた感じだったという。
小学校2、3年のころ、文化放送で放送し、田中真弓、島津冴子、三ツ矢雄二が出演していたラジオ番組『アニメトピア』を夜中に聴いていた。
その田中に直接会ったことが、積極的な行動に出るきっかけとなった。当時は田中と島津がNHKの『小学4年生理科』に出演していたため、NHKに直接電話をかけて「スタジオ見学させてください！」と頼み、許可を得て、スタジオに呼んでもらっていた。2人がアフレコしていた現場を見学し、サインをもらったという。
少年時代に刑事役に憧れていたこと、小学3年生ぐらいの時、毎日のようにアニメ、ドラマを見ていたことから、次第に「僕もあの世界に入りたい」と思うようになったこと、中学生くらいまでは声が高く、中学時代に劇団ひまわりに所属していた友人に「声優に向いているんじゃないか」と背中を押されたこと、中学時代は学帽がある中学校だったこともあり、頭を測っていたところ普通の大きさの帽子では入れず、中学3年生くらいまで頭の大きさのことを気にしていたこと、学校がつまらなく思い出したように芝居を始めようと思い、目立ちたがり屋だったため、人前で演技をすることも平気だったが、自身は顔出しの芸能人にはなれないと考えた結果、声優になろうと思い立った。ただし、このことに関しては「現在は違う」とも語っており、既に小学校の卒業アルバムで「声優になりたい」と書いていたという。
小さいころから、親がラジカセで発育の記録を残しており、テープに声を録音するのが日常的なことだった。親が共働きだったことから、一人で留守番をしている間に声を録音し、帰ってきた親に聞かせたりしていた。その楽しさと、好きだったテレビアニメの声優が一致していったのかなと思った。
当時は学校に通って、普通に生活しているのが退屈で「なんかつまんないな」と毎日思い、「このまま大人になって、会社に通って、同じような仕事をずっとやる、学校の延長みたいな感じがずっと続くのかな……」と思っていたところ、いたたまれない気持ちになり、「そうじゃないことをしたいなあ」と感じていたという。
また子役として活動していた同級生がおり、撮影を理由に学校を休んでおり、それを「羨ましい」と思っていたからかもしれないという。
親は商売をしていたため、「フレキシブルな感じで働いていたかな」と思っているが、親戚には会社員もおり、特殊な人物は家族にはいなかったという。その同級生もだが、周囲には恵まれていたのはあったという。

### 学生・養成所時代
中学生時代に新聞で声優養成所の広告を見つけたが、募集要項が16歳以上だったためひとまず断念し、中学時代は陸上部の活動に打ち込む。しかし演劇をやりたいという気持ちもあったため、演劇部の部室をのぞきに行ったが、部員のほぼ全員が女子だった。当時は思春期だったことから恥ずかしく、演劇部には所属できなかった。
永井豪が好きで、「漫画家になりたい」とも考えていたという。当時の漫画本には、漫画家の住所と電話番号が書いてあり、ダイナミックプロの電話番号を調べて、「見学に行っていいですか？」と電話をかけていたという。ダイナミックプロに呼んでもらった時には、外出中だった永井が帰ってくるまで、ダイナミックプロ所属の漫画家たちと遊んでいた。あだち充の絵を「これ描いて〜」と差し出したり、チャンバラをしたりしていたという。帰ってきた永井からは、サインを貰ったという。
当時自分で漫画を描いており、水木しげる作品の妖怪である樹木子を登場させていたという。しかし樹木子の弱点が分からず、水木に聞こうと思い、本人に電話していたという。
近所に木工場があり、出入りして電ノコの使い方、木工の作業を教えてもらったり、「こんなことしたいな！」と望んでいたところ、実際にさせてもらえたり、見せてもらえる環境が身近にあったという。その繰り返しで、「やりたいことは積極的にやれば、上手いこといくんだ」のように、自然と考えるようになったという。
漫画家と声優の二つの夢を持っており、美術学校と普通高校の両方を受験。当時は美術学校の試験の当日に風邪を引いて、体調が悪いまま試験を受けていたという。合格発表の順番は逆で、「ここで決断しないと、進学先がなくなるかもしれない」という恐怖感まで生まれたという。美術学校に通いたかったが、普通高校のほうに先に合格し、高校時代に普通高校に進学。その時、美術高校からも合格通知が来ており、美術学校に進学していたら、「絵のほうに進んでいたかもしれませんね」、「美術系の職業に就こうとしていたんじゃないか」と思っており、「声優にはなっていなかったかもしれないなあ……」と語る。
高校に進学後、陸上部のレベルが高くなり、全然通用しなかった。陸上が一気につまらなくなり、「俺、なんかやりたいことなかったかな……あ、そうだ、声優とか、お芝居をやりたいな」と思い、高校1年の終わりごろに本格的に声優を目指し始め、高校2年生の春から3年間、勝田声優学院第8期（1989年）や俳協ボイスアクターズスタジオ第1期（1992年）といった養成所にも通っていた。気持ちの切り替えは早く、美術高校はダメだったことから、絵はあくまでも趣味で描き、退屈なところは「部活の代わりにお芝居でもやってみようかな」くらいの感じで「芝居にも興味あったなぁ」と思い出し、挑戦してみたというところだったという。
勝田声優学院時代は雑誌で掲載されていた同声優学院の広告を見つけて、右も左もわからないまま飛び込んでいたという。当時は放課後に通っており、部活の延長のような感じだったという。「簡単に声優になれる」という思い込みがあったが、普通の芝居の勉強をすることになり、女子とイチャイチャするような芝居といったことができず、講師にも見限られ、落ち込んで行かなかったりしていた。
その頃、講師をしていたディレクターから仕事を貰ったが、現場で少し粗相があり、アニメの2本録りの2本目の時、「邪魔になるから」と思い外に出ていた。外のロビーにあった雑誌を何気なくパラパラとめくっていたところ、ディレクターに帰りに呼ばれて「おまえ、新人のくせに外でマンガ読みふけっていたらしいじゃないか」と叱られた。当初は番組レギュラーのようなことを言われていたが、それ1日きりで「もう来なくていい」と言われた。その時は「やばい」とも思ったが、あまり落ち込まないタイプのため、「名前が売れる前で良かった」「まあ、良い体験した」と思い、「もう1回イチからがんばろう」という気になった。
ドロップアウトしないで続けられた理由は友人に恵まれたのが大きかったこと、臨時講師でのちに恩師となる水鳥鐵夫に出会ったことであり、出会いで気を持ち直し、「もう少し続けてみようかな」と思ったという。水鳥を影響を受けた大先輩としても挙げており、「あの人が居てくれなかったら、声優を辞めていた」と語っている。
養成所時代、「うまいけれど、よい芝居じゃない」「中身がない」といったことを言われていた。ものまねが好きで小器用なところがあったことから、耳で聴いたものを再現するのは得意だった。そればかりになり、中身が感じられなかったんだといい、10年くらい悩んでいた。
ある舞台の本番をしていた時、相手役の人物から夜に電話がかかって来て、「私に向かって、ちゃんと芝居をしてほしい」と文句を言われた。「してるつもりだけど？」と返していたところ、「全然、響いてこない」と言われた。お互いに泣きながら、辞める辞めないといったような話にもなり、関自身は「ふがいなさだ」と思ったが、怒りが沸いてきた。その時、ふと冷静になり、「あ、この気分は、今やってる役に近いかもしれない」と思い、急に「分かった気がするから、またね」と言って電話を切った。気持ちを忘れないように何度も思い返してはイライラしながら、翌日の本番に臨んでいた。芝居の初めから終わりまで気持ちが流れている感覚を初めて感じられ、相手役にも、「やればできるじゃん」のようなむかつく感じで褒められた。その時、言われてきた「中身がない」ということが分かった気がして、翌日、「同じようにできるか」と思っていたところ、再現をしようとして、できなかった。しかしそういうことを繰り返していくうち、徐々に言われなくなった。

### キャリア
一番最初にした仕事は『イエローハット』のラジオコマーシャルであった。声優デビュー作は、海外アニメ『レポーター・ブルース』（1991年）の農夫役の吹き替えである。1993年、『機動戦士Vガンダム』のトマーシュ・マサリク役が初レギュラーとなる。
当初は水鳥が演出家として参加していた劇団あかぺら倶楽部に合流しようと思っており、公演の受付では、もぎりをし、車では、小道具を借りに行くのを手伝いしたりしており、その流れで入団しようとしてたという。
しかし劇団員がある程度の人数は所属しており、高木渉、三石琴乃といった先輩たちが演劇をするために結成した劇団だったこともあり、「自分が入ってもなかなかメインをやる順番が回ってこないじゃん！ 」と気づいており、「これじゃ、いつになるかわからないな」と思い、 断念し、友人と劇団「ヘロヘロQカムパニー」を結成して舞台活動を始める。その時は、「自分たちがやりたいときに、やりたいことをやれる環境の方がいいな」と思っていたという。
デビュー期から2000年までは東京俳優生活協同組合に所属していたが、現事務所の設立と同時に移籍した。
2005年に全面リニューアルされた『ドラえもん』にて、肝付兼太に代わり骨川スネ夫役に抜擢される。リニューアル前のドラえもん映画作品には2度脇役で出演した経験があり、その後肝付とは数回にわたって共演した。

### 現在まで
2017年1月9日、テレビ朝日にて放映された『人気声優200人が本気で選んだ!声優総選挙!3時間SP』で第5位に選ばれる。

## 活動内容
声種はハイバリトン。少年役から青年役までさまざまな役をこなすほか、主役を初めて担当した『機動武闘伝Gガンダム』のドモン・カッシュをはじめ、数々のヒーロー役を担当している。
『アニメイト』の兄沢命斗では声だけでなく、本人が兄沢の衣装をコスプレして顔出し出演したこともある。
吹き替えではチャ・テヒョンを持ち役としている。スーパー戦隊シリーズなどの特撮作品においては、甲高い声を使った軽妙な悪役や冷酷な野心家を演じる機会が多い。共演作品では往年のヒーロー役を代演することも多いほか、『ネット版 仮面ライダー×スーパー戦隊×宇宙刑事 スーパーヒーロー大戦乙!〜Heroo!知恵袋〜あなたのお悩み解決します!』、『スーパーヒーロー大戦GP 仮面ライダー3号』では、死去した納谷悟朗からショッカー首領役を引き継いでいる。ショッカー首領を演じる際には納谷の声質に近づけた声色を出している。ショッカー首領は、当時、納谷が存命のころに、色々事情があり、本人ではない人物でアフレコするとなったため、関自身が「僕、ものまね好きでやってるんです」と言っていたところ「じゃあ、やってください」のような感じで立候補していた。その収録に行く道の途中でラジオから納谷が亡くなったニュースが流れてきて、スタジオに到着してそのまま交代で演じていたという初めてオフィシャルで演じさせくれたのが納谷が亡くなった日だった。そんな事情もあり、厳かな気持ちになるため、「リスペクトが伝わったらいいな」と思い、演じていたという。また『エアポート'75』と『 デルタ・フォース』は納谷の代役でカット部分の追加吹替も担当した。
子安武人とはプライベートでも親交があり、彼と作ったコントCD『VERSUS』『VERSUS2』では、共演した『頭文字D』『キャプテン翼』のパロディコント（トラック名は『高林兄弟』、『副キャプテン翔』）を披露している。また、共にテレビアニメ『ヴァイスクロイツ』の声優たちと「Weiß」というユニットも組んでいた。
声優業の傍ら舞台も精力的にこなし、劇団「ヘロヘロQカムパニー」の座長も務めている。また、山口勝平・高木渉との三人芝居のユニット「さんにんのかい」の活動も行っている。2000年までは岩永哲哉と「王子とお頭」のイベントを開催しており、それ以降もドラマCD『Cafe吉祥寺で』にて共演している。2014年には、ライブ公演『ウルトラマンレジェンドステージ』の演出と脚本を担当している。
2014年4月30日には、イベントで共演した落語家の立川志ら乃に弟子入りした。

## 人物・逸話
演じる際には口調や話し方を考えて、声色は特に考えず演じているが、スネ夫のような大人の声がそぐわない役の場合などはやむをえず声を作らざるを得ないとのこと。また、キャラクターに対して先入観を持ってしまうため、あえて原作は読まないようにしているという。
幼稚園生くらいのころ、沢田研二のモノマネをしていたという。
大学には推薦入学で入学するも、自らの意志によるものではなかったため、入学式に行ったきりそのまま中退した。
深川不動堂でアルバイトをしていた時期もある。
俳協時代から現在に至るまで同じ事務所に所属している長沢美樹とは19歳ごろから4年ほど交際があったものの破局、現在では腐れ縁的な親友関係である。当初は自動車運転免許を持っていなかったが、『頭文字D』の高橋啓介を演じたことを機に、触発されて運転免許を取得した。
自身の出演作以外のアニメは「この役は自分がやりたかった。自分ならこうする」など、出演声優と自分の演技を比べて色々と考えてしまうためあまり見ない、とインタビューに回答している時代も多々あったが、2010年以降の雑誌インタビューでは、「脇役の研究のためにアニメが見られる時はアニメ鑑賞している」という回答が多くなっている。
喫煙者である。
主催する劇団ヘロヘロQカムパニーでは関自身が脚本を書くこともある他、同劇団の定期公演以外にも他劇団の客演をすることもある。また、横溝正史作品である金田一耕助シリーズの演劇版に取り組んでおり、これまでに『八つ墓村』（2008年）、『悪魔が来りて笛を吹く』（2010年）、『獄門島』（2012年）、『犬神家の一族』（2017年）、『悪魔の手毬唄』(2024年)を舞台化、関自身も金田一耕助を演じている。
目標とする人物として、俳優、声優の山路和弘を挙げており、山路の演技について関は「山路さんは演技をしているときに呼吸が止まらない。呼吸を止めずに演技をするというのは高度な技。息をするようにお芝居されている。あの域に行きたい」と述べている 。
関にとって「声優」とは、「一生飽きないおもちゃ」と語り、「いちばん大切な宝物」という意味だという。

### 趣味
フィギュア
声優としてデビューする以前の学生時代にフィギュア制作メーカーの海洋堂へ通い、ガレージキット製作を学んでいた。それが実を結び、後に数量限定ではあるが、関自ら原型を製作したフィギュアが販売された。模型専門雑誌『月刊モデルグラフィックス』誌とは『Gガンダム』放送当時より親密で、その後も長きにわたって連載ページを持っていた。
コラム記事だけでなく、自身もモデラーとして多数の作品を発表している。関自身の原作による『コスモX』や、「長く続いているシリーズの中で異端児的扱いされている様子が自分（=『Gガンダム』のドモン）には他人事に思えない」ということで、ウルトラマンレオのフィギュアなども自作した。また、マスターグレード・ゴッドガンダム発売の折には、ドモン・カッシュを演じた関自身がレビュー作例を担当した。
現在も『電撃ホビーマガジン』にてコラム連載を継続中。模型誌上では「関さま」と呼称されることが多い。造型だけでなくイラストも得意とし、『衛星アニメ劇場』にゲスト出演の際は色紙に『彩雲国物語』の紫劉輝のカラーイラストを本人いわく「徹夜して」描いて持参するほどであった。また、ポアロのアルバム2作品でジャケットデザインを担当した。
特撮
業界屈指のディープな特撮ファンであり、特に『仮面ライダー』愛好者として知られている。きっかけは、少年期における『スカイライダー』や再放送の『ウルトラマンタロウ』の視聴であるという。
唯一『仮面ライダー』のロケに遭遇したのは、『仮面ライダーBLACK』になってからで、東京都港区芝浦のところをチャリで走っていた。その時に自転車で路地を通過しようと思いひょいっと見て「あれ?」と戻って見ていたところ怪人と仮面ライダーBLACKが戦っており「仮面ライダー!!」など思い驚いていた。その時はまずは恐怖で「うわ、なんだろ、怖い」と思ったという。
自身のCD『関智一の勝手に祝うライダー35周年!』では、1号ライダーから仮面ライダーZXまでの歴代関連曲の数々を熱唱。主題歌だけでなく、立花藤兵衛のテーマ「俺は立花藤兵ェだ」などの挿入歌までをも網羅してカヴァーしており、さらにこのアルバムのために1号・2号ライダーのパートナーである滝和也のテーマ曲を関自ら作詞し製作するほどである。さらに、自らの歴代ライダー（変身前）のコスプレ姿をジャケットに、アルバムのオープニング・ナレーションに本家ライダーのナレーター・中江真司を起用するということも行った。このアルバムについては漫画家の村枝賢一も『週刊少年マガジン』の『仮面ライダーをつくった男たち』の第2話掲載号に巻末コメントで太鼓判を押している。
逆に関は村枝の漫画作品である『仮面ライダーSPIRITS』の公式ガイドブックにおいて多くの漫画家、イラストレーター、アニメーター、デザイナーと並んで村枝へのメッセージとイラストを添えている。また、平成ライダーシリーズにも複数作連続で参加している数少ない声優の一人である。
村枝との付き合いが始まったのは関は『月刊マガジンZ』を読んでおり、『仮面ライダーSPIRITS』も1話から読んでいたため、単純に好きで「この漫画描いている人に会いたいな」と思っていた。その時に早瀬マサトが「じゃあ飲み会やりましょう」のような感じでセッティングしてくれた飲み会で招集してくれた。その時は、初対面だったため、ちゃんと親しくなったのは『ギターを持った少年 -キカイダーVSイナズマン-』ぐらいのころだったと語る。そのころは、仕事場にも遊びにうかがって、そこで「どういう演出のアドバイスをしたか」などを聞いていた気がしていた。アニメには村枝は脚本協力で入り、その打ち合わせにも関も来ていたことからガッツリの付き合いはそのころだった。村枝に「変身してマンホールの蓋が噴き飛ぶ」など、そういうのをアドバイスされており、前述のとおり、漫画家になりたかった時期もあるため、漫画家のリスペクトが結構強いという。仕事場で弟子も一緒になり皆で漫画を描いていたところをコソッと見られるため、そういうのも楽しかったという。
特撮好きが高じ、自身が原作を手掛けた実写ヒーロー作品『銀河ロイドコスモX』はビデオシリーズとして全3巻がリリースされている。本作品では原作だけでなく、関本人が十文字宙/コスモX役と主題歌を担当した。また後年『ヒーロークロスライン』参加作品として漫画となってリメイクされた際にも、原作者として『ヒーロークロスライン』の設定に合うようにストーリーを構成し直し、漫画担当の細雪純へと提供している。
上述の通りスーパー戦隊シリーズにも多数出演。特撮における初レギュラーとなる『超力戦隊オーレンジャー』のブルドント役はオーディションの際、「スネ夫のようなこまっしゃくれたイメージ」を要求され、関の声としてはファルセットに近い声で演じ、あまり喉には負担のかからない声だったが、「機械で加工してまであんな声を出さないでください」とファンレターが来て悔しく思い、インタビュー内で否定している。『海賊戦隊ゴーカイジャー』では、過去のシリーズで悪役として出演してきた中で初となるナレーションを担当。同時に、ゴーカイジャーのアイテムの音声も担当している。

### ガンダム関連
Gガンダム関連
出世作となった『機動武闘伝Gガンダム』では主人公・ドモン・カッシュを演じている。そのドモン役のオーディション当日の天気は雪で、帰り道で滑って転んでしまい、「これは完全に落ちたな」と落ち込んでいたが、後日合格の連絡を得て、晴れて人気シリーズの主役を獲得する。主演候補は他にもう一人いたといい、収録後にスタッフが「もう一人の方を選んだほうがよかったかも」と話している噂を聞きその日は落ち込んだが、すぐに「負けないでやってやる！」とガッツに変えて頑張ったという。
テレビシリーズ終了後も、DVD化の折、宣伝ポスターのラフを描いたり、トイレにはキャラクターデザインを担当した逢坂浩司から貰ったドモンとレインの最終回後の絵を飾っているなどと語っており、『Gガンダム』およびドモンに対して未だに思い入れを見せた発言がある。また本作品で監督を務めた今川泰宏の関連作品にはその後も多数出演している。『鉄人28号』には村雨兄弟の弟分としての出演の後、本人をモチーフにしたキャラクター「関刑事」が登場している。
ドモンの一人称は主に「俺」であるが、44話のみシュバルツにデビルガンダムとキョウジ諸共自分を倒せと言われたドモンが「僕には出来ない」と言う。もともとこの台詞も台本では「俺には出来ない」を関が言い間違え、後で「俺」で収録したものの、関が「やっぱり僕のほうがいいんじゃないかと思うんです」と今川に相談したら同意したという。
ガンダムシリーズのキャラクターはテレビシリーズ終了後も「スーパーロボット大戦シリーズ」や「SDガンダム GGENERATIONシリーズ」などのゲームで再演のオファーがかかる機会が多く、株式会社コスパのネットCMにもドモン役で出演している。しかし時間が経過していたこともあり、最初は当時の感覚を取り戻すのに苦労したと言う。『Another Century's Episode 2』収録の際には実際に自分が思っていたトーンよりも声が低かったことなどをスタッフに指摘され、当時の自分のものまねをするような感覚も伴いつつ、最終的には当時のドモンの感覚を取り戻し切った。
その他
ガンダムシリーズではドモンの他に『機動戦士Vガンダム』でトマーシュ・マサリク、『機動戦士ガンダムSEED』シリーズのイザーク・ジュールを演じる。トマーシュのガンブラスター、ドモンのシャイニングガンダム、ゴッドガンダム、そしてイザークのデュエルガンダムと、主役や準主役級の派手な役が続いたこともあり、模型雑誌の連載でも関は「四機のガンダムを乗り継いだ男」と自負していたことがある（だがガンブラスターは厳密な意味ではガンダムではない）。

### ドラえもん関連
元々スネ夫が好きで、高校時代に声優を目指すと決めた時からスネ夫役を狙っていた関だが、リニューアル版『ドラえもん』のオーディションは、当初全員がドラえもん役で受けていた。関は「スネ夫の役に切り替えたい」と言ったが「とりあえず、今はドラえもんを受けてください」と言われた。その後ドラえもんに落選した人の中でスネ夫やジャイアンなどのオーディションが行われ、スネ夫役に内定する。
それまでメイン、レギュラーの役としてはあまり出演する機会のなかったキッズ向け・ファミリー向けの作品で、長寿アニメに出演が決まり、「助かったな」という気持ちがあった。『ドラえもん』に出演したことで、声優としての人生において「大きいチャンスをいただいた、財産をいただいたな」とのことで、「自身の声優人生は、『ドラえもん』の前と後ではっきり分かれている感じがしている」という。
声優デビュー後、いい調子で活動していたが、盛者必衰で、「だんだんとこのいい状況が終わっていくんだろうな……」と衰えを感じていたタイミングだったという。その時は仕事が減っていた時期もあり、勢いがなくなった感じがあった。
後輩たちといったたくさん才能のある声優たちが出てきていることから、「いずれは、もといた場所は追われるだろう。」「そうなったときの、新しい居場所を探さないといけないな、むしろ、積極的に探していかなくちゃ……」というようなことを考え始めていた時期だったという。そんな時期に『ドラえもん』の出演が決まったことで、もう一回、役者がいたことを離れていた人物たちにも思い出してもらえたいこと、見てくれていた人物たちにカンフル剤的なものになったという。
デビュー後、前述の通りしばらくは若い役を演じる機会が多く、ヒーローキャラクターや二枚目といったような役が多かった。長く演じていると、新しい声優たちも出てることから飽きられてしまうこともあり、トピックスとして「『ドラえもん』に関わることになりました！」といえるのは、大きかったと語る。
スネ夫役に決まった当時は「カッコいい役をやってたのに、スネ夫!?」のような客からのリアクションが多かった。『ドラえもん』も放送から2022年時点では15年くらい放送しているため、2022年時点では「『ドラえもん』のスネ夫は、こういうカッコいい役もやるんだ」といった反応が出てくるという。
関はリニューアル版以前にもドラえもん映画作品でスネ夫に関係のあるいくつかのキャラクターの声を演じている。映画『おばあちゃんの思い出』にてスネ夫の幼少時代、大山のぶ代ら声優陣による最後の映画作品『のび太のワンニャン時空伝』にて、のび太たちと対になる犬のグループのうちスネ夫の位置にあたる、ダックスフントのダクなどの声を演じた経験がある。
前スネ夫役の肝付兼太とはキャスト交代以前から『超力戦隊オーレンジャー』や『燃えろ!!ロボコン』などで共演しているほか、関がパーソナリティを務める『智一・美樹のラジオビッグバン』の公開放送でゲストに招かれるほどの親しい関係で、関とも縁の深い山口勝平の所属劇団「劇団21世紀FOX」も主宰している。そして2011年放送の『お願いランキング!GOLD』のヤング声優とアダルト声優が交互に期待する、尊敬する声優トップ20で肝付がVTR出演した際にスタジオにいた関に新しいスネ夫について語り「彼はすごいと思いますよ」と関に対し初めてスネ夫というキャラクターについて語った。養成所時代は「スネ夫くんと実際の肝付さんと一致しないところがあった」とイメージと実物のギャップを感じていたが、ドラえもんの現場へ初めて訪れた際に後ろからスネ夫の声を当てている肝付を見て「本当に後ろ姿が子供の後ろ姿に見えて、鳥肌がたった」「自分のお父さんと同じぐらいの年配の方がマイクの前で無邪気な姿を見せて、すごいなと驚愕しました」と語っている。また2016年10月20日に肝付が逝去したことが10月24日に公表された際、関は自身のTwitterで「尊敬する先輩が旅立たれました。役を継がせていただいたあの時、あたたかい言葉で背中を押してくださいました。（中略）以来、僕の背中に指先だけでも触れられるよう大きな目標になっています。肝付さんお疲れ様でした」と先輩の死を悼んだ。

### のだめカンタービレ関連
『のだめカンタービレ』では天才指揮者・千秋真一を演じている。2007年から2010年にかけて3回アニメ化されており、千秋の成長を通して演じていることから、関自身が声優になるまでの過程とプロになってからの自分を重ね合わせながら演じたという。
アニメ化以前にドラマ化もされており知名度の高い作品であったため、オーディションで関が千秋真一役に決まったと周りに告げたところ関のそれまでのイメージと違ったため少し冷たい反応をされたという。そのため、アフレコでは千秋像を探りながらびくびくしながら演じたという。
千秋の役どころが二枚目でさらに天才指揮者であることから、フランス語で話すシーン・指揮をするシーン・鼻歌を歌うシーンなど多くのことに気を使ったという。そのためフランス語の指導を受けたこと、自宅の鏡の前で鉛筆を持って指揮の練習を実際にしてみたという。
アフレコ現場でのエピソードとしては野田恵役の声優・川澄綾子が音楽大学出身であることから作品の中とは反対に、アフレコ現場では千秋がのだめに音楽を教えてもらう逆転現象が起こっていた。
実写ドラマ版で千秋真一役を演じた玉木宏とは、2021年にテレビ朝日系の刑事ドラマ「桜の塔」で共演を果たしている。

## 出演
太字はメインキャラクター。

### テレビアニメ
1993年
- 海がきこえる（見習い）
- 機動戦士Vガンダム（1993年 - 1994年、トマーシュ・マサリク、クリス・ロイド）

1994年
- 蒼き伝説シュート!（馬堀圭吾）
- カラオケ戦士マイク次郎（中村）
- 機動武闘伝Gガンダム（1994年 - 1995年、ドモン・カッシュ）
- 銀河戦国群雄伝ライ（1994年 - 1995年、蹄庖、豪蛮）
- 超くせになりそう（清水キャプテン）
- とっても!ラッキーマン（1994年 - 1995年、親指グンジョー / 天才マン）
- ママレード・ボーイ（村井、酒井）
- ムカムカパラダイス（1994年 - 1995年、アンドレ）

1995年
- 愛天使伝説ウェディングピーチ（イグニス）
- 行け!稲中卓球部（子分）
- 鬼神童子ZENKI（靖男）
- キャプテン翼J（若島津健、カルロス・サンターナ）
- クレヨンしんちゃん（1995年 - 2000年、吉良、漫才師A、スプレー缶男、佐藤靖）
- 新機動戦記ガンダムW（メーザー、記者B、操縦士 他）
- 新世紀エヴァンゲリオン（1995年 - 1996年、鈴原トウジ）
- それいけ!アンパンマン（カラクリぐんない〈初代〉）
- ドラえもん（テレビ朝日版第1期）（アシスタントディレクター）
- 忍たま乱太郎（サザエ門の部下A、ドクタケ忍者）
- ふしぎ遊戯（1995年 - 1996年、井宿、攻児 他）
- 魔法騎士レイアース（村人B）

1996年
- エルフを狩るモノたち（1996年 - 1997年、龍造寺淳平） - 2シリーズ
- ガンバリスト! 駿（審判）
- 機動戦艦ナデシコ（1996年 - 1997年、ダイゴウジ・ガイ、白鳥九十九 他）
- 天空のエスカフローネ（バァン・ファーネル）

1997年
- キューティーハニーF（明）
- ゲゲゲの鬼太郎（第4作）（空狐）
- 逮捕しちゃうぞ シリーズ（1997年 - 2002年、東海林将司、ショウ） - 2シリーズ + 特別編
- 忍ペンまん丸（1997年 - 1998年、ツネ次郎）
- MAZE☆爆熱時空（男メイズ）

1998年
- アキハバラ電脳組（黒い王子 / 竜ヶ崎鷹士）
- 頭文字D（1998年 - 2014年、高橋啓介） - 5シリーズ
- Weiß kreuz（1998年 - 2003年、ケン〈飛鷹健〉） - 2シリーズ
- 吸血姫美夕（井上時哉）
- カードキャプターさくら（木之本桃矢）
- SHADOW SKILL -影技-（ルイ・フラスニール、レン・フウマ）
- 烈火の炎（月白）

1999年
- アニメ愛のあわあわアワー・おるちゅばんエビちゅ（かいしょなち）
- GTO（1999年 - 2000年、村井國男）
- 星方天使エンジェルリンクス（ダイス）
- 火魅子伝（九峪雅比古）
- ポケットモンスター（1999年 - 2002年、ケンジ）
- 無限のリヴァイアス（1999年 - 2000年、尾瀬イクミ）

2000年
- 妖しのセレス（アレク、ハウエル）
- ヴァンドレッド（2000年 - 2001年、バート・ガルサス） - 2シリーズ
- 機巧奇傳ヒヲウ戦記（服部半蔵）
- グラビテーション（2000年 - 2001年、新堂愁一）
- ゲートキーパーズ（影山零士）
- 週刊ストーリーランド（2000年 - 2001年、男A、菊池正浩、石原透、良太） - 4作品
- 人造人間キカイダー THE ANIMATION（2000年 - 2001年、キカイダー / ジロー）
- ゾイド -ZOIDS-（ツバキ大尉）
- 地球防衛企業ダイ・ガード（山田）
- はじめの一歩（2000年 - 2014年、宮田一郎） - 3シリーズ + 特別編
- 陽だまりの樹（山岡鉄太郎）

2001年
- ガイスターズ FRACTIONS OF THE EARTH（2001年 - 2002年、ディーン・ホノス）
- 学校の怪談（ドライバー）
- 機動天使エンジェリックレイヤー（尾形雅治）
- SAMURAI GIRL リアルバウトハイスクール（草彅静馬）
- スターオーシャンEX（アシュトン・アンカース）
- 地球少女アルジュナ（大島時夫）
- 破邪巨星Gダンガイオー（零戦暁児）
- フルーツバスケット（草摩夾）
- RAVE（2001年 - 2002年、ハル・グローリー）

2002年
- アソボット戦記五九（2002年 - 2003年、サンゾウ）
- Kanon（東映アニメーション版）（北川潤）
- 機動戦士ガンダムSEED（2002年 - 2005年、イザーク・ジュール） - 2シリーズ
- キャプテン翼（第3作）（2001年 - 2002年、大空翼〈青年〉）
- SAMURAI DEEPER KYO（辰伶）
- 神世紀伝マーズ（2002年 - 2003年、マーズ）
- ちょびっツ（新保弘）
- 東京アンダーグラウンド（浅葱留美奈）
- フルメタル・パニック!（2002年 - 2018年、相良宗介） - 4シリーズ
- 炎の蜃気楼（波多山智 / 森蘭丸）

2003年
- 明日のナージャ（オスカー）
- エアマスター（時田伸之助）
- おじゃる丸（2003年 - 2010年、ケラ上野之介、ぐるぐるさん、カゲ吉）
- GAD GUARD（セイカイ）
- ガングレイヴ（2003年 - 2004年、ビヨンド・ザ・グレイヴ / ブランドン・ヒート）
- ギャラクシーエンジェル（年末スペシャル）（伝言ロボ）
- GetBackers-奪還屋-（弥勒夏彦）
- ストラトス・フォー（藤谷圭）
- SPACE PIRATE CAPTAIN HERLOCK（台羽正）
- 釣りバカ日誌（多胡賢一郎）
- ポケットモンスター サイドストーリー（2003年 - 2004年、ケンジ）
- LAST EXILE（イーサン）
- トキ この地球（ほし）の未来を見つめて（磐丸、朝太郎〈青年〉）

2004年
- エリア88（2004）（ミッキー・サイモン）
- 巌窟王（2004年 - 2005年、アンドレア・カヴァルカンティ侯爵）
- 吟遊黙示録マイネリーベ（2004年 - 2006年、エドヴァルド） - 2シリーズ
- げんしけん（2004年 - 2007年、田中総市郎） - 2シリーズ
- コロッケ!（ガレット）
- 絢爛舞踏祭 ザ・マーズ・デイブレイク（グラム・リバー）
- 鉄人28号（第4作）（辰、黒服の男、関刑事、佐良 他）
- 天上天下（高柳雅孝）
- ニニンがシノブ伝（サスケ）
- 遙かなる時空の中で-八葉抄-（2004年 - 2005年、森村天真）
- 光と水のダフネ（森克也）
- ビューティフル ジョー（2004年 - 2005年、ビューティフルジョー / ジョー）
- ふたりはプリキュア（2004年 - 2006年、メップル） - 2シリーズ
- 舞-HiME（2004年 - 2005年、楯祐一）
- 名探偵コナン（2004年 - 2007年、会沢栄介〈初代〉、三俣耕介）
- MONSTER（2004年 - 2005年、カール）

2005年
- あかほり外道アワーらぶげ（関智一、セキーマン）
- ガン×ソード（マンソン）
- ケロロ軍曹（オカルトのジョー）
- 金色のガッシュベル!!（2005年 - 2006年、アリシエ）
- ゾイドフューザーズ（アルファ・リヒター）
- ドラえもん（テレビ朝日版第2期）（2005年 - 、スネ夫）
- NARUTO -ナルト-（2005年 - 2006年、サギ）
- フタコイ オルタナティブ（双葉恋太郎）
- ブラック・ジャック（ブラック・ジャック）
- ポケットモンスター アドバンスジェネレーション（2005年 - 2006年、ケンジ）
- ボボボーボ・ボーボボ（ギガ）
- 焼きたて!!ジャぱん（2005年 - 2006年、ピエロ・ボルネーゼ）
- ONE PIECE（2005年 - 2024年、ロブ・ルッチ、ハットリ） - 1シリーズ + 特別編2話

2006年
- エンジェル・ハート（島津省吾）
- 鍵姫物語 永久アリス輪舞曲（使い魔）
- Kanon（京都アニメーション版）（2006年 - 2007年、北川潤）
- コヨーテ ラグタイムショー（カタナ）
- 史上最強の弟子ケンイチ（2006年 - 2007年、白浜兼一）
- 彩雲国物語（2006年 - 2008年、紫劉輝） - 2シリーズ
- デジモンセイバーズ（華村袮音）
- NANA（2006年 - 2007年、寺島伸夫）
- Fate/stay night（ギルガメッシュ）
- 武装錬金（2006年 - 2007年、ムーンフェイス、火渡赤馬）
- まじめにふまじめ かいけつゾロリ（ロバート）
- MÄR-メルヘヴン-（マジカル・ロウ）
- 夢使い（橘一）
- リリとカエルと(弟)（カメレオン）

2007年
- 機神大戦ギガンティック・フォーミュラ（李雲儀）
- CLAYMORE（盗賊の頭）
- スカルマン（新條剛）
- Devil May Cry（ヴィンセント）
- のだめカンタービレ（2007年 - 2010年、千秋真一） - 3シリーズ
- 遙かなる時空の中で3（2007年 / 2010年、源九郎義経） - TVスペシャル2話
- 魔人探偵脳噛ネウロ（百舌貴泰）
- モノノ怪 「海坊主」（柳幻殃斉）
- らき☆すた（兄沢命斗）
- 湾岸ミッドナイト（朝倉晶夫）

2008年
- ウルトラヴァイオレット コード044（ルカ・ブルーム）
- 君が主で執事が俺で（上杉錬）
- キャシャーン Sins（ジン）
- 狂乱家族日記（強欲王）
- 恋姫†無双（2008年 - 2009年、偽劉備、関羽の兄） - 2シリーズ
- デュエル・マスターズ クロス（2008年 - 2011年、天地龍牙、子どもA） - 2シリーズ
- テレパシー少女 蘭（磯崎凛）
- ドルアーガの塔（2008年 - 2009年、ギル、黒ギルガメス） - 2シリーズ
- ハヤテのごとく!（アニメ店長）
- 秘密 〜The Revelation〜（薪剛）
- ペルソナ 〜トリニティ・ソウル〜（戌井暢）
- マッハガール（警官、ナイトホーク・ジョー）
- 無限の住人（万次）
- 夜桜四重奏 〜ヨザクラカルテット〜（2008年 - 2013年、比泉円神 / 七海ギン、ヒダギュウ） - 2シリーズ
- ロザリオとバンパイア（森丘銀影） - 2シリーズ
- ONE OUTS -ワンナウツ-（トマス）

2009年
- 青い文学シリーズ「走れメロス」（城島貴一）
- 蒼天航路（劉備）

2010年
- 荒川アンダー ザ ブリッジ×ブリッジ（隊長 / くわばらぽてち）
- Angel Beats!（五十嵐）
- 怪談レストラン（火の玉ボーイ）
- こばと。（木之本桃矢）
- GIANT KILLING（達海猛）
- 戦国BASARA弐（石田三成）
- モンハン日記 ぎりぎりアイルー村（2010年 - 2011年、リーダー、長老、老ハンター、マドー、ジンオウガ） - 2シリーズ

2011年
- X-MEN（真田純）
- 神のみぞ知るセカイII（ピッチャー）
- STEINS;GATE（2011年 - 2018年、橋田至） - 2シリーズ
- SKET DANCE（2011年 - 2012年、安形惣司郎、我が道をゴーイング）
- 日常（ナレーション）
- FAIRY TAIL（ラッキー）
- Fate/Zero（2011年 - 2012年、アーチャー） - 2シリーズ
- BLEACH（正義）
- べるぜバブ（2011年 - 2012年、東条英虎）
- Persona4 the ANIMATION（2011年 - 2014年、巽完二） - 2シリーズ
- 未来日記（戦場マルコ〈7th〉）

2012年
- エリアの騎士（島亮介）
- 銀河へキックオフ!!（太田健）
- PSYCHO-PASS サイコパス（2012年 - 2019年、狡噛慎也） - 3シリーズ
- 聖闘士星矢Ω（2012年 - 2014年、フドウ）
- ソードアート・オンライン（2012年 - 2013年、キバオウ） - 1シリーズ + 特別編
- 超速変形ジャイロゼッター（2012年 - 2013年、マイクマン関、久堂ダイゴ）
- 薄桜鬼 黎明録（井吹龍之介）

2013年
- イナズマイレブンGO クロノ・ストーン（ガルシャア）
- 義風堂々!! 兼続と慶次（片倉小十郎）
- ぎんぎつね（天本将平）
- サムライフラメンコ（ハラキリサンシャイン）
- DD北斗の拳（2013年 - 2015年、トキ、アミバ） - 2シリーズ
- 這いよれ! ニャル子さんW（ハス太〈青年〉）
- ムシブギョー（霧隠才蔵）

2014年
- 神々の悪戯（メリッサ）
- ストレンジ・プラス（恒） - 2シリーズ
- 戦国BASARA Judge End（石田三成）
- Fate/stay night [Unlimited Blade Works]（2014年 - 2015年、ギルガメッシュ） - 2シリーズ
- 妖怪ウォッチ（2014年 - 2023年、ウィスパー 、ブチニャン、ヒューリー博士、ヲタケン〈太田ケンタロウ〉、黒い妖怪ウォッチ、ウィスマロマン） - 3シリーズ
- 弱虫ペダル GRANDE ROAD（待宮栄吉）

2015年
- 牙狼 -紅蓮ノ月-（2015年 - 2016年、蘆屋道満）
- 牙狼〈GARO〉-炎の刻印-（ミケル）
- GANGSTA.（ストライカー）
- ケイオスドラゴン 赤竜戦役（七殺天凌）
- コンクリート・レボルティオ〜超人幻想〜（クロード）
- Fate/kaleid liner プリズマ☆イリヤ ツヴァイ ヘルツ!（黒い英霊）
- ローリング☆ガールズ（ナレーション、籾山蔵之介）
- ワンパンマン（2015年 - 2019年、スティンガー） - 2シリーズ

2016年
- 甘々と稲妻（八木祐介）
- 昭和元禄落語心中（2016年 - 2017年、与太郎 / 三代目助六） - 2シリーズ
- ジョーカー・ゲーム（佐久間中尉）
- DAYS（犬童かおる）
- とんかつDJアゲ太郎（藤井頼太）
- ナンバカ（双六一）
- 信長の忍び（2016年 - 2018年、森可成、今川義元） - 3シリーズ
- 灰と幻想のグリムガル（レンジ）

2017年
- あはれ!名作くん（トークショーの司会者、海砂利水魚ジュゲ夫、化け猫軒のウェイター）
- 銀魂.（2017年 - 2018年、馬董）
- 鬼平（金子半四郎）
- 遊☆戯☆王VRAINS（2017年 - 2019年、カエル、鳩、鷲、局長）
- 潔癖男子!青山くん（財前かおる）
- 僕のヒーローアカデミア（2017年 - 2021年、セルキー） - 2シリーズ
- Infini-T Force（ガッチャマン / 鷲尾健）
- 牙狼〈GARO〉-VANISHING LINE-（2017年 - 2018年、ソード）

2018年
- カードキャプターさくら クリアカード編（木之本桃矢）
- 妖怪ウォッチ シャドウサイド（2018年 - 2019年、ウィスパー）
- 魔法少女 俺（改造人間四業 / 藤本四業）
- かくりよの宿飯（砂楽）
- ゾイドワイルド（2018年 - 2019年、ギャラガー）
- 学園BASARA（石田三成）
- からくりサーカス（2018年 - 2019年、白銀）

2019年
- ポプテピピック TVスペシャル 朱雀ver.（ポプ子〈第14話Bパート〉）
- けだまのゴンじろー（ヤキソバルカン）
- Bラッパーズ ストリート（2019年 - 2020年、韻踏み仮面、園長先生、ノットリヤス）
- 魔王様、リトライ!（田原勇）
- 炎炎ノ消防隊（2019年 - 2026年、烈火星宮） - 4シリーズ
- 鬼滅の刃（2019年 - 2024年、不死川実弥） - 4シリーズ
- Fate/Grand Order -絶対魔獣戦線バビロニア-（2019年 - 2020年、ギルガメッシュ、ヴォルフガング・アマデウス・モーツァルト）
- 歌舞伎町シャーロック（内田B造）
- かいじゅうステップ ワンダバダ（レッド）
- サザエさん（矢野）
- 妖怪学園Y 〜Nとの遭遇〜（2019年 - 2021年、臼見沢ハルヒコ、チャ・リイ、グロサワアキオ、寺刃陣人）

2020年
- 空挺ドラゴンズ（クロッコ）
- pet（ハラキリサンシャイン）
- ソマリと森の神様（コキリラ）
- ハクション大魔王2020（金甘利ゆみず）
- もっと!まじめにふまじめ かいけつゾロリ（2020年 - 2022年、ルドジ） - 3シリーズ
- THE GOD OF HIGH SCHOOL ゴッド・オブ・ハイスクール（実況T、シン・ボンサ、実況X）
- 戦乙女の食卓（ジークフリート・カスラナ）
- ドラゴンクエスト ダイの大冒険 (2020)（2020年 - 2022年、ハドラー）
- GREAT PRETENDER（石神）
- 呪術廻戦（2020年 - 2023年、パンダ） - 2シリーズ

2021年
- バック・アロウ（ソーラ・アシン）
- EX-ARM エクスアーム（アルジャード）
- ワールドトリガー（アナウンサー）
- Re:ゼロから始める異世界生活（2021年 - 2025年、アル） - 3シリーズ
- カノジョも彼女（ミリカ父）
- 100万の命の上に俺は立っている（ゲームマスター）
- RE-MAIN（城島渡）
- かぎなど（2021年 - 2022年、北川潤） - 2シリーズ

2022年
- お昼のショッカーさん（音響効果 / 効果音、ゲルショッカー首領、ネコ太 他）
- ジョジョの奇妙な冒険 ストーンオーシャン（2022年  - 2023年、エンリコ・プッチ） - 3シリーズ
- SHAMAN KING（乙破千代）
- とーがね!おまつり部（やっさくん）
- 新テニスの王子様 U-17 WORLD CUP（ゼウス・イリオポウロス、タラッタ・ヘラクレス、ヘルメス・クネリス、バルカン・ラエルティオス、パパドプーロス・エヴァゲロス、アポロン・ステファノプロス、オリオン・ステファノプロス）
- ユーレイデコ（アニキ）
- アイドリッシュセブン Third BEAT!（桜春樹）

2023年
- HIGH CARD（2023年 - 2024年、バン・クロンダイク） - 2シリーズ
- うる星やつら (2022)（2023年 - 2024年、総番） - 2シリーズ
- ポケットモンスター めざせポケモンマスター（ケンジ）
- ゴールデンカムイ（海賊房太郎）
- Fate/strange Fake（2023年 - 2025年、アーチャー） - 2シリーズ
- 暴食のベルセルク（グリード）
- MFゴースト（2023年 - 2024年、高橋啓介） - 2シリーズ
- セイバーとバーサーカーの日本列島くいだおれの旅（若旦那）

2024年
- 青の祓魔師 シリーズ（2024年 - 2025年、ルーイン・ライト） - 3シリーズ
- 怪獣8号（2024年 - 2025年、AI音声） - 2シリーズ
- じいさんばあさん若返る（兄貴）
- 杖と剣のウィストリア（ワークナー・ノーグラム）
- キン肉マン 完璧超人始祖編（2024年 - 2025年、ラーメンマン〈モンゴルマン〉、キン骨マン） - 2シリーズ
- グレンダイザーU（ズリル）
- ねこに転生したおじさん（2024年 - 2025年、社長）
- らんま1/2 (2024)（いちろう）
- ダンダダン（2024年 - 2025年、ドーバーデーモン） - 2シリーズ
- ドラゴンボールDAIMA（2024年 - 2025年、魔人クウ）

2025年
- 俺だけレベルアップな件 Season 2 -Arise from the Shadow-（劉志剛）
- 魔神創造伝ワタル（マッスマイル健児）
- クレバテス-魔獣の王と赤子と屍の勇者-（ロッド）
- グノーシア（しげみち）

### 劇場アニメ
1994年
- 蒼き伝説シュート!（馬堀圭吾）
- ウメ星デンカ 宇宙の果てからパンパロパン!（ガードマン）
- 平成狸合戦ぽんぽこ（男たぬきB）

1995年
- 2112年 ドラえもん誕生（司会）

1996年
- X -エックス-（司狼神威）

1997年
- 新世紀エヴァンゲリオン劇場版 シト新生（鈴原トウジ）

1998年
- ドラえもん のび太の南海大冒険（半魚人C）
- MAZE☆爆熱時空 天変脅威の大巨人（男メイズ）

1999年
- 劇場版カードキャプターさくら（木之本桃矢）
- 劇場版ポケットモンスター 幻のポケモン ルギア爆誕（ケンジ）
- ピカチュウたんけんたい（ケンジ）
- 逮捕しちゃうぞ the MOVIE（東海林将司）

2000年
- エスカフローネ（バァン・ファーネル）
- おばあちゃんの思い出（幼い頃のスネ夫）
- 劇場版カードキャプターさくら 封印されたカード（木之本桃矢）
- 劇場版ポケットモンスター 結晶塔の帝王 ENTEI（ケンジ）

2001年
- 映画 犬夜叉 時代を越える想い（瑪瑙丸）
- 劇場版 頭文字D Third Stage（高橋啓介）
- 劇場版ポケットモンスター セレビィ 時を超えた遭遇（ケンジ）

2002年
- 劇場版 ガイスターズ 光の章（ディーン・ホノス）
- 劇場版 ガイスターズ 命の章（ディーン・ホノス）
- ONE PIECE 珍獣島のチョッパー王国（ヘビー総裁）

2004年
- ドラえもん のび太のワンニャン時空伝（ダク）

2005年
- 映画 ふたりはプリキュア Max Heart（メップル）
- 映画 ふたりはプリキュア Max Heart 2 雪空のともだち（メップル）

2006年
- 劇場版 遙かなる時空の中で 舞一夜（森村天真）
- 映画ドラえもん のび太の恐竜2006（スネ夫）

2007年
- ヱヴァンゲリヲン新劇場版:序（鈴原トウジ）
- 鉄人28号 白昼の残月（関刑事）
- 映画ドラえもん のび太の新魔界大冒険 〜7人の魔法使い〜（スネ夫）

2008年
- 映画ドラえもん のび太と緑の巨人伝（スネ夫）

2009年
- 映画 プリキュアオールスターズDX みんなともだちっ☆奇跡の全員大集合!（メップル）
- ヱヴァンゲリヲン新劇場版:破（鈴原トウジ）
- 劇場版デュエル・マスターズ 黒月の神帝（天地龍牙）
- 映画ドラえもん 新・のび太の宇宙開拓史（スネ夫）

2010年
- 映画 プリキュアオールスターズDX2 希望の光☆レインボージュエルを守れ!（メップル）
- 劇場版デュエル・マスターズ 炎のキズナXX!!（天地龍牙）
- 劇場版 Fate/stay night UNLIMITED BLADE WORKS（ギルガメッシュ）
- 映画ドラえもん のび太の人魚大海戦（スネ夫）

2011年
- 映画 プリキュアオールスターズDX3 未来にとどけ! 世界をつなぐ☆虹色の花（メップル）
- 劇場版 戦国BASARA -The Last Party-（石田三成）
- 映画ドラえもん 新・のび太と鉄人兵団 〜はばたけ 天使たち〜（スネ夫）

2012年
- 映画ドラえもん のび太と奇跡の島 〜アニマル アドベンチャー〜（スネ夫）

2013年
- 映画 プリキュアオールスターズNewStage2 こころのともだち（メップル）
- 劇場版 STEINS;GATE 負荷領域のデジャヴ（橋田至）
- 映画ドラえもん のび太のひみつ道具博物館（スネ夫）
- Fate/ゼロカフェ（アーチャー）

2014年
- 映画 妖怪ウォッチ 誕生の秘密だニャン!（ウィスパー、ブチニャン）
- 映画ドラえもん 新・のび太の大魔境 〜ペコと5人の探検隊〜（スネ夫）
- STAND BY ME ドラえもん（スネ夫）

2015年
- 映画かいけつゾロリ うちゅうの勇者たち（イケメンのタコ）
- 映画 プリキュアオールスターズ 春のカーニバル♪（メップル）
- 映画 妖怪ウォッチ エンマ大王と5つの物語だニャン!（ウィスパー、ブチニャン、ヒューリー博士）
- 劇場版 PSYCHO-PASS サイコパス（狡噛慎也）
- 劇場版 弱虫ペダル（待宮栄吉）
- 映画ドラえもん のび太の宇宙英雄記（スネ夫）

2016年
- 牙狼〈GARO〉-DIVINE FLAME-（マリオ）
- 映画 妖怪ウォッチ 空飛ぶクジラとダブル世界の大冒険だニャン!（ウィスパー）
- KINGSGLAIVE FINAL FANTASY XV（ルーチェ・ラザロ）
- 映画ドラえもん 新・のび太の日本誕生（スネ夫）
- ONE PIECE FILM GOLD（ロブ・ルッチ）

2017年
- 映画ドラえもん のび太の南極カチコチ大冒険（スネ夫）
- 劇場版 Fate/stay night [Heaven's Feel] I・II（2017年 - 2019年、ギルガメッシュ） - 2作品
- 映画 妖怪ウォッチ シャドウサイド 鬼王の復活（ウィスパー）

2018年
- 劇場版Infini-T Force/ガッチャマン さらば友よ（ガッチャマン / 鷲尾健）
- 映画ドラえもん のび太の宝島（スネ夫）
- ゴーちゃん。〜モコと氷の上の約束〜（勝沼くん）
- 薄墨桜 -GARO-（梟帥）
- 映画 HUGっと!プリキュア♡ふたりはプリキュア オールスターズメモリーズ（メップル）
- 映画 妖怪ウォッチ FOREVER FRIENDS（臼田さん）

2019年
- PSYCHO-PASS サイコパス Sinners of the System（狡噛慎也） - 2作品
- 映画ドラえもん のび太の月面探査記（スネ夫）
- ONE PIECE STAMPEDE（ロブ・ルッチ）
- ぼくらの7日間戦争（入国管理官）
- 映画 妖怪学園Y 猫はHEROになれるか（臼見沢ハルヒコ）

2020年
- PSYCHO-PASS サイコパス 3 FIRST INSPECTOR（狡噛慎也）
- 映画ドラえもん のび太の新恐竜（スネ夫）
- 劇場版 鬼滅の刃 無限列車編（不死川実弥）
- STAND BY ME ドラえもん 2（スネ夫）

2021年
- シン・エヴァンゲリオン劇場版𝄇（鈴原トウジ） - 「筆記協力」としてもクレジット
- Fate/Grand Order -終局特異点 冠位時間神殿ソロモン-（ギルガメッシュ）
- 劇場版 ソードアート・オンライン -プログレッシブ- 星なき夜のアリア（キバオウ）
- 劇場版 呪術廻戦 0（パンダ）

2022年
- 映画ドラえもん のび太の宇宙小戦争 2021（スネ夫）
- ONE PIECE FILM RED（ロブ・ルッチ）
- ガディガルズ
- 劇場版 ソードアート・オンライン -プログレッシブ- 冥き夕闇のスケルツォ（キバオウ）

2023年
- 妖怪ウォッチ♪ ジバニャンvsコマさん もんげー大決戦だニャン（ウィスパー）
- 映画ドラえもん のび太と空の理想郷（スネ夫）
- 劇場版シティーハンター 天使の涙（ピラルクー）
- 劇場版 PSYCHO-PASS サイコパス PROVIDENCE（狡噛慎也）

2024年
- 機動戦士ガンダムSEED FREEDOM（イザーク・ジュール）
- 映画ドラえもん のび太の地球交響楽（骨川スネ夫）

2025年
- 映画ドラえもん のび太の絵世界物語（骨川スネ夫）
- 名探偵コナン 隻眼の残像（長谷部陸夫）
- たべっ子どうぶつ THE MOVIE（ゴッチャン）
- 劇場版 鬼滅の刃 無限城編 第一章 猗窩座再来（不死川実弥）

### OVA
1994年
- KIZUNA 2（トシ）
- 疾風!アイアンリーガー 銀光の旗の下に（1994年 - 1995年、ダイ）
- ジャイアントロボ THE ANIMATION -地球が静止する日（1994年 - 1998年、エマニュエル、解宝）
- 素足のGinRei Episode.1 盗まれた戦闘チャイナを捜せ大作戦!!（部下A）
- 臀撃おしおき娘ゴータマン（飛島了 / ブラックブッダ首領）
- なつきクライシス（武藤慶司）
- 幽幻怪社（吸血鬼）

1995年
- 今日から俺は!!（1995年 - 1996年、学生、ボーイ、五十嵐〈弟〉）
- サンクチュアリ（田代怜二）
- 新・キューティハニー（明）
- 新海底軍艦（有坂剛）
- 装鬼兵M.D.ガイストII 〜DEATH FORCE〜（マッシュ）

1996年
- 覚悟のススメ（葉隠覚悟）
- 超特急ヒカリアン（ドジラス）
- 闘神伝（エイジ・シンジョウ）
- FAKE（ディー・レイトナー）
- ふしぎ遊戯（井宿）
- MAZE☆爆熱時空（男メイズ）

1997年
- でたとこプリンセス（コハク）
- 八雲立つ（布椎闇己）

1998年
- 銀河英雄伝説外伝 千億の星、千億の光（マルコム・ワイドボーン）
- サイキックフォース（バーン・グリフィス）
- 真ゲッターロボ 世界最後の日（號）
- 刻の大地（カイ）

1999年
- 銀河英雄伝説外伝 螺旋迷宮（マルコム・ワイドボーン）
- グラビテーション（新堂愁一）
- 菜々子解体診書（セイント）
- ハイスクール・オーラバスター（牙）
- Weiß kreuz（ケン〈飛鷹健〉）
- るろうに剣心 -明治剣客浪漫譚- 追憶編（桂小五郎）

2000年
- AMON デビルマン黙示録（飛鳥了〈サタン〉）

2001年
- 頭文字D（2001年 - 2007年、高橋啓介） - 3作品
- GUNDAM EVOLVE 3 GF13-017NJII GOD GUNDAM（ドモン・カッシュ）
- キカイダー01 THE ANIMATION（ジロー / キカイダー）
- 東京アンダーグラウンド（浅葱留美奈）

2002年
- Kanon（北川潤） - DVD全巻購入特典
- 機甲兵団J-PHOENIX リップス小隊（キース・エルヴィン）
- ゲートキーパーズ21（影山零士）
- 遙かなる時空の中で-紫陽花ゆめ語り-（森村天真）

2003年
- とらいあんぐるハート 〜Sweet Songs Forever〜（グリフ）
- はじめの一歩 間柴vs木村 死刑執行（宮田一郎）
- 遙かなる時空の中で2-白き龍の神子-（平勝真）
- 羊のうた（高城一砂）

2004年
- アカネマニアックス（剛田城二）
- ストラトス・フォー（2004年 - 2006年、藤谷圭） - 3シリーズ

2005年
- 天上天下 ULTIMATE FIGHT（高柳雅孝）
- 東京大学物語（佐野義昭）

2006年
- げんしけん（田中総市郎）
- フルメタル・パニック! The Second Raid 特別版OVA 「わりとヒマな戦隊長の一日」（相良宗介）

2007年
- ガンダムSEED & SEED DESTINY ファンディスク SEED SUPERNOVA er（イザーク・ジュール）

2008年
- やなせたかしメルヘン劇場 ごろごろごろたん（ごろたん）
- らき☆すたOVA（オリジナルなビジュアルとアニメーション）（兄沢命斗）

2009年
- のだめカンタービレ（2009年 - 2010年、千秋真一） - コミックス第22・24巻限定版

2010年
- べるぜバブ 〜拾った赤ちゃんは大魔王!?〜（東条英虎） - ジャンプスーパーアニメツアー上映作品
- 夜桜四重奏 〜ホシノウミ〜（比泉円神）

2011年
- エア・ギア 黒の羽と眠りの森 -Break on the sky-（スピット・ファイア）
- カーニバル・ファンタズム（ギルガメッシュ）
- 技の旅人（シエント）

2012年
- 史上最強の弟子ケンイチ（2012年 - 2014年、白浜兼一） - 単行本第46・47・49・53 - 56巻特装版付属DVD

2013年
- 暗殺教室（殺せんせー） - ジャンプスーパーアニメツアー2013上映作品
- SKET DANCE（安形惣司郎） - コミックス第29巻DVD同梱版
- FAIRY TAIL × RAVE（ハル・グローリー） - 「FAIRY TAIL」単行本39巻特装版

2015年
- ヒーローカンパニー（カカオ・バレンタイン） - 単行本第8巻特装版付属DVD

2017年
- カードキャプターさくら クリアカード編 プロローグ さくらとふたつのくま（木之本桃矢）

2021年
- Fate/Grand Carnival（ギルガメッシュ）

### Webアニメ
2000年代
- あゆまゆ劇場（2006年、剛田城二）
- 伝染るんです。（2009年、山崎先生、トオル、オール5、スズメ赤）

2010年代
- 宮河家の空腹（2013年、兄沢命斗）
- 花のずんだ丸（2013年）
- 神撃のバハムート（2014年、スケルトン）
- 聖闘士星矢 黄金魂 -soul of gold-（2015年、アンドレアス、ロキ）
- 40周年だよ!! コロコロオールスター小学校（2017年、スネ夫）
- Fate/Grand Order -絶対魔獣戦線バビロニア- Episode 0 Initium Iter（2019年、ヴォルフガング・アマデウス・モーツァルト）
- 無限の住人-IMMORTAL-（2019年 - 2020年、宗理）
- モンスターストライク（2019年、イェソド）

2020年代
- 中高一貫!!キメツ学園物語 バレンタイン編（2021年、不死川実弥）
- 終末のワルキューレ（2021年、呂布奉先）
- もっと!まじめにふまじめ かいけつゾロリ ゾロリのへや（2022年、ルドジ）
- 大奥（2023年、水野祐之進）
- BEASTARS FINAL SEASON（2024年、デシコ）
- BULLET/BULLET（2025年、ナカ兄）
- Fate/Grand Order 藤丸立香はわからない（2025年、ギルガメッシュ（アーチャー）、ギルガメッシュ（キャスター））

### ゲーム
1994年
- 機動武闘伝Gガンダム（ドモン・カッシュ）
- バトルファンタジー（サイバード）

1995年
- ゲーム天国（ジェイナス＝スターマイン）
- プライベート・アイ・ドル（榊弘司）

1996年
- 機動戦士ガンダム外伝 THE BLUE DESTINY（サマナ・フュリス）
- 新世紀エヴァンゲリオン（鈴原トウジ）
- 新スーパーロボット大戦 / スペシャルディスク（1996年 - 1997年、ドモン・カッシュ、トマーシュ・マサリク） - 2作品
- LUNAR シルバースターストーリー（キリー）

1997年
- エルフを狩るモノたち −完全版 / 花札編−（龍造寺淳平、ゴーレム淳平） - 2作品
- クリティカルブロウ（リッキー・レオン）
- 新世紀エヴァンゲリオン 2nd Impression（鈴原トウジ）
- 新世紀エヴァンゲリオン 鋼鉄のガールフレンド（鈴原トウジ）
- スーパーロボット大戦シリーズ（1997年 - 2019年、ドモン・カッシュ） - 3作品
- テイルズ オブ デスティニー（スタン・エルロン）
- 天外魔境 第四の黙示録（雷神）
- 天空のエスカフローネ（バァン）
- 忍ペンまん丸（ツネ太郎）

1998年
- エアガイツ（韓大韓）
- エリーのアトリエ 〜ザールブルグの錬金術士2〜（ノルディス・フーバー）
- SDガンダム GGENERATION（1998年 - 2025年、サマナ・フュリス、ファスト・サイド、トマーシュ・マサリク、ドモン・カッシュ、イザーク・ジュール、マイキャラクターボイス男性10〈CROSSRAYS〉） - 15作品
- 火星物語（バサラ）
- 機動戦士ガンダム ギレンの野望（サマナ・フュリス）
- 金田一少年の事件簿 星見島 悲しみの復讐鬼（沢沼研）
- サウザンドアームズ（ベアール）
- 新世紀エヴァンゲリオン エヴァと愉快な仲間たち（鈴原トウジ、ナレーション）
- スーパーロボットスピリッツ（ドモン・カッシュ）
- スーパーロボット大戦シリーズ（1998年 - 2005年、ドモン・カッシュ、鈴原トウジ）　- 3作品
- スレイヤーズ ろいやる2（グレイス）
- 精霊召喚 〜プリンセス オブ ダークネス〜（フィット）
- ゼノギアス（バルト）
- 堕落天使（壬生灰児）
- 超魔神英雄伝ワタル ANOTHER STEP（オシシ・マモモ）
- バーニングレンジャー（リード・フェニックス）
- 悠久幻想曲 ensemble（ハメット・ヴァロリー）
- リアルロボッツファイナルアタック（ドモン・カッシュ）
- 1on1（麒麟）

1999年
- アランドラ2 魔進化の謎（アル）
- élan（エイジ）
- 北へ。〜White Illumination〜（左京達也）
- キャプテン・ラヴ（杉江範宣）
- ゲートキーパーズ（影山零士）
- 新世紀エヴァンゲリオン（鈴原トウジ） - NINTENDO 64版
- スーパーヒーロー作戦（ドモン・カッシュ）
- デバイスレイン（柊誠志郎）
- トゥルーラブストーリー2（木地本岳史）
- 火魅子伝 〜恋解〜（九峪）
- 封神領域エルツヴァーユ（完全懲悪ダンザイバー、神鏡衝）
- Mystic Mind 〜揺れる想い〜（木場龍司）
- ラブラブトロッコ 〜二人の恋のメロディ〜（ジャズ）
- レジェンド オブ ドラグーン（ダート）

2000年
- エターナルアルカディア（ヴァイス）
- スーパーロボット大戦α / α for Dreamcast（2000年 - 2001年、鈴原トウジ、連邦軍兵） - 2作品
- 遙かなる時空の中で（森村天真）

2001年
- 暴れん坊プリンセス（シオン＝アースランド）
- Apocripha/0（サフィルス＝ホーソン）
- 機甲兵団 J-PHOENIX（キース・エルヴィン）
- 新世紀エヴァンゲリオン 綾波育成計画（鈴原トウジ） - ドリームキャスト版
- スタートリングアドベンチャーズ 空想3×大冒険（フレット）

2002年
- アカネマニアックス〜流れ星伝説剛田〜（剛田城二）
- キャプテン翼 黄金世代の挑戦（大空翼）
- スーパーロボット大戦IMPACT（ドモン・カッシュ、ダイゴウジ・ガイ、白鳥九十九）
- ゼノサーガ エピソードI［力への意志］（ルイス・バージル）
- テイルズ オブ デスティニー2（スタン・エルロン）
- テイルズ オブ ファンダム Vol.1（スタン・エルロン）
- テイルズ オブ ザ ワールド なりきりダンジョン2
- RAVEシリーズ（ハル・グローリー）
  - GROOVE ADVENTURE RAVE 〜悠久の絆〜
  - GROOVE ADVENTURE RAVE 〜未完の秘石〜
  - GROOVE ADVENTURE RAVE ファイティングライブ
  - GROOVE ADVENTURE RAVE 〜光と闇の大決戦〜
  - GROOVE ADVENTURE RAVE 〜光と闇の大決戦2〜

2003年
- 頭文字D Special Stage（高橋啓介）
- 怪盗アプリコット（周防篤）
- 怪盗スライ・クーパー（スライ・クーパー）
- 機動戦士ガンダムSEED（イザーク・ジュール）
- サモンナイト3（ハイネル・コープス）
- SUNRISE WORLD WAR Fromサンライズ英雄譚（ドモン、バァン）
- 新世紀エヴァンゲリオン2（鈴原トウジ）
- 新世紀エヴァンゲリオン 綾波育成計画 with アスカ補完計画（鈴原トウジ） - PlayStation 2版
- 新世紀エヴァンゲリオン 鋼鉄のガールフレンド2nd（鈴原トウジ）
- 遙かなる時空の中で-盤上遊戯-（森村天真）

2004年
- 機動戦士ガンダムSEED 終わらない明日へ（イザーク・ジュール）
- 機動戦士ガンダムSEED DESTINY（イザーク・ジュール）
- クリムゾンティアーズ（トキオ）
- ゼノサーガ エピソードII［善悪の彼岸］（ルイス・バージル）
- ZOIDS VS.シリーズ3作目 ZOIDS VSIII（主役：アロー）
- どろろ（賽の目の三郎太）
- 遙かなる時空の中で3（源九郎義経）
- マイネリーベ〜優美なる記憶〜（エドヴァルド）
- マブラヴ サプリメント（剛田城二）

2005年
- invisible sign -イス-（相澤舜 / シュン）
  - invisible sign -イス- 眠れる森（相澤舜 / シュン）

- 怪盗スライ・クーパー2（スライ・クーパー）
- 機動戦士ガンダムSEED 連合vs.Z.A.F.T.（イザーク・ジュール）
- 機動戦士ガンダムSEED DESTINY GENERATION of C.E.（イザーク・ジュール）
- 金色のガッシュベル!! うなれ!友情の電撃 ドリームタッグトーナメント（アリシエ）
- 新選組群狼伝（原田左之助、岡田以蔵）
- 第3次スーパーロボット大戦α 終焉の銀河へ（イザーク・ジュール）
- テイルズ オブ ザ ワールド なりきりダンジョン3
- NAMCO x CAPCOM（スタン・エルロン、ブラックベラボー）
- 遙かなる時空の中で3 十六夜記（源九郎義経）
- 遙かなる時空の中で 八葉抄（森村天真）
- Little Aid（西村ふみ）
- ONE PIECE パイレーツカーニバル（ロブ・ルッチ）

2006年
- Another Century's Episode 2（ドモン・カッシュ、ダイゴウジ・ガイ、白鳥九十九）
- 機動戦士ガンダムSEED DESTINY 連合vs.Z.A.F.T.II（イザーク・ジュール）
- シークレット オブ エヴァンゲリオン（鈴原トウジ）
- 新世紀エヴァンゲリオン 鋼鉄のガールフレンド 特別編（鈴原トウジ）
- 新世紀エヴァンゲリオン2 造られしセカイ -another cases-（鈴原トウジ）
- ゼノサーガ エピソードIII［ツァラトゥストラはかく語りき］（ルイス・バージル）
- テイルズ オブ ザ ワールド レディアント マイソロジー（スタン）
- テイルズ オブ デスティニー（スタン・エルロン） - PS2版
- ドラえもん のび太の恐竜2006 DS（骨川スネ夫）
- 遙かなる時空の中で3 運命の迷宮（源九郎義経）
- 遙かなる時空の中で 舞一夜（森村天真）
- ビューティフルジョー バトルカーニバル（ビューティフルジョー / ジョー）
- ファンタシースターユニバース（イーサン・ウェーバー）
- BLEACH Wii 白刃きらめく輪舞曲（アルトゥロ・プラテアド）
- 炎の宅配便（ジロー）
- マイネリーベII〜誇りと正義と愛〜（エドヴァルド）

2007年
- Another Century's Episode 3 THE FINAL（ドモン・カッシュ、ゴウ）
- うわさの翠くん!! 夏色ストライカー（品川トオル）
- オーディンスフィア（オニキス）
- ガンダム無双（ドモン・カッシュ）
- シークレット オブ エヴァンゲリオン ポータブル（鈴原トウジ）
- 新世紀エヴァンゲリオン バトルオーケストラ（鈴原トウジ）
- スーパーロボット大戦Scramble Commander the 2nd（イザーク・ジュール）
- DEAR My SUN!!〜ムスコ★育成★狂騒曲〜（巻進之介）
- ドラえもん のび太の新魔界大冒険DS（スネ夫）
- ドラえもんWii ひみつ道具王決定戦!（スネ夫）
- ファンタシースターユニバース イルミナスの野望（イーサン・ウェーバー）
- Fate/stay night [Realta Nua]（ギルガメッシュ）
  - とびだせ!トラぶる花札道中記（ギルガメッシュ）

- フェイト/タイガーころしあむ（ギルガメッシュ）
- 武装錬金 ようこそ パピヨンパークへ（火渡赤馬、ムーンフェイス）
- 名探偵エヴァンゲリオン（鈴原トウジ）
- リーズのアトリエ 〜オルドールの錬金術士〜（クリアン・マリフ）
- ONE PIECE アンリミテッドアドベンチャー（ロブ・ルッチ）
- ONE PIECE ギアスピリット（ロブ・ルッチ）

2008年
- うわさの翠くん!!2 ふたりの翠!?（品川トオル）
- ガンダム無双 Special（ドモン・カッシュ）
- ガンダム無双2（ドモン・カッシュ）
- 機動戦士ガンダム ガンダムVS.ガンダム（ドモン・カッシュ）
- スーパーロボット大戦Z / Zスペシャルディスク（2008年 - 2009年、イザーク・ジュール、壇闘志也） - 2作品
- スーパーロボット大戦A ポータブル（ドモン・カッシュ、ダイゴウジ・ガイ、白鳥九十九）
- ソニック ワールドアドベンチャー（ソニック・ザ・ウェアホッグ）
- ドラえもん のび太と緑の巨人伝DS（スネ夫）
- 遙かなる時空の中で4（サザキ）
- 遙かなる時空の中で 夢浮橋（森村天真、平勝真、源九郎義経）
- ファンタシースターポータブル（イーサン・ウェーバー）
- フェイト/タイガーころしあむ アッパー（ギルガメッシュ）
- Fate/unlimited codes（ギルガメッシュ）
- ペルソナ4（巽完二）
- らき☆すた 〜陵桜学園 桜藤祭〜（兄沢命斗）
- ONE PIECE ワンピーベリーマッチ（ロブ・ルッチ）

2009年
- アサシン クリード II（エツィオ・アウディトーレ・ダ・フィレンツェ）
- 家庭教師ヒットマンREBORN!DS フェイトオブヒートII 運命のふたり（ブリガンテス）
- 機動戦士ガンダム ガンダムVS.ガンダムNEXT（ドモン・カッシュ、イザーク・ジュール）
- STEINS;GATE（橋田至）
- 新世紀エヴァンゲリオン バトルオーケストラ PORTABLE（鈴原トウジ）
- テイルズ オブ ザ ワールド レディアント マイソロジー2（スタン・エルロン）
- テイルズ オブ バーサス（スタン・エルロン）
- 闘真伝（ビリー・ライダー）
- 遙かなる時空の中で 夢浮橋 Special（森村天真、平勝真、源九郎義経）
- ファンタシースターポータブル2（イーサン・ウェーバー）
- らき☆すた ネットアイドル・マイスター（兄沢命斗）
- LUNAR ハーモニー オブ シルバースター（キリー・リギス）
- ロザリオとバンパイア CAPU2 恋と夢の狂想曲（森丘銀影）
- ONE PIECE アンリミテッドクルーズ エピソード2 目覚める勇者（ロブ・ルッチ）

2010年
- アサシン クリード ブラザーフッド（エツィオ・アウディトーレ・ダ・フィレンツェ）
- Another Century's Episode:R（相良宗介）
- elan（エイジ）
- ガンダム無双3（ドモン・カッシュ）
- 機動戦士ガンダム エクストリームバーサス（2010年 - 2016年、ドモン・カッシュ、イザーク・ジュール） - 5作品
- 戦国BASARA3（石田三成）
- TAKUYO Mix Box 〜ファーストアニバーサリー〜（周防篤、西村ふみ）
- のだめカンタービレ 楽しい音楽の時間デス（千秋真一）
- 薄桜鬼 黎明録（井吹龍之介）
- ひぐらしのなく頃に絆 第四巻・絆（古手陸）
- 北斗無双（トキ、アミバ）
- 無限のフロンティアEXCEED スーパーロボット大戦OGサーガ（アレディ・ナアシュ）
- らき☆すた 〜陵桜学園 桜藤祭〜 Portable（兄沢命斗）
- ラストランカー（ハース）
- ONE PIECE ギガントバトル!（ロブ・ルッチ）

2011年
- アサシン クリード リベレーション（エツィオ・アウディトーレ・ダ・フィレンツェ）
- 海賊戦隊ゴーカイジャー あつめて変身!35戦隊!（ナレーション、ゴーカイジャー各種アイテムの音声）
- STEINS;GATE 比翼恋理のだーりん（橋田至）
- スーパー戦隊バトル ダイスオーDX（ゴーカイジャー各種アイテムの音声）
- スーパー戦隊バトル レンジャークロス（ナレーション、モバイレーツ音声）
- 戦国BASARA CHRONICLE HEROES（石田三成）
- 戦国BASARA3 宴（石田三成）
- 第2次スーパーロボット大戦Z 破界篇（壇闘志也）
- テイルズ オブ ザ ワールド レディアント マイソロジー3（スタン・エルロン）
- 鉄拳タッグトーナメント2（吉光、タクシー運転手）
- 薄桜鬼 黎明録 ポータブル（井吹龍之介）
- 遙かなる時空の中で5（青龍）
- ファンタシースターポータブル2 インフィニティ（イーサン・ウェーバー、ハンターズ男）
- MARVEL VS. CAPCOM 3 Fate of Two Worlds（ビューティフル ジョー）
- レイトン教授と奇跡の仮面（ヘンリー・レドール）
- ONE PIECE ギガントバトル! 2 新世界（ロブ・ルッチ）

2012年
- イナズマイレブンGO2 クロノ・ストーン ネップウ / ライメイ（ガルシャア・ウルフェイン）
- 鬼武者Soul（武田信玄、真田幸村、徳川家康、柳生十兵衛、風魔小太郎、カブラル 他）
- ガールズRPG シンデレライフ（千秋真一）
- 仮面ライダーバトル ガンバライド（モバイレーツ音声、ゴーカイガレオンバスター音声）
- 機動戦士ガンダムSEED BATTLE DESTINY（イザーク・ジュール）
- 恋戦隊 LOVE&PEACE（三影・ジェームズ・聖人）
- 真・北斗無双（トキ、アミバ）
- ストリートファイター X 鉄拳（吉光、ブライアン）
- ソウルキャリバーV（エツィオ・アウディトーレ・ダ・フィレンツェ）
- 第2次スーパーロボット大戦Z 再世篇（壇闘志也、號）
- テイルズ オブ ザ ヒーローズ ツインブレイヴ（スタン・エルロン）
- とびたて！超時空トラぶる花札大作戦（アーチャー〈ギルガメッシュ〉）
- ドラえもん のび太と奇跡の島 〜アニマル アドベンチャー〜3DS（スネ夫）
- 薄桜鬼 黎明録 DS（井吹龍之介）
- 薄桜鬼 黎明録 名残り草（井吹龍之介）
- ペルソナ4 ザ・ゴールデン（巽完二）
- ペルソナ4 ジ・アルティメット イン マヨナカアリーナ（巽完二）
- 未来日記 13人目の日記所有者 RE:WRITE（戦場マルコ）
- ワンピース 海賊無双（2012年 - 2020年、ロブ・ルッチ） - 4作品
- ワンピース ROMANCE DAWN 冒険の夜明け（ロブ・ルッチ）

2013年
- イナズマイレブンGO ギャラクシー（ガルシャア ウルフェイン）
- 神々の悪戯（メリッサ）
- スーパーロボット大戦Operation Extend（ドモン・カッシュ、號）
- 大正鬼譚（浅ヶ谷内明史）
- 超速変形ジャイロゼッター アルバロスの翼（久堂ダイゴ）
- ドラえもん のび太のひみつ道具博物館（スネ夫）
- HEROES' VS（ゴッドガンダム）
- Fate/EXTRA CCC（ギルガメッシュ）
- Fate/Zero The Adventure（アーチャー〈ギルガメッシュ〉）
- ペルソナ4 ジ・アルティマックス ウルトラスープレックスホールド（巽完二）
- ボーイフレンド（仮）（東雲巽）
- ムシブギョー（霧隠才蔵）
- 妖怪ウォッチ（ウィスパー）
- 嫁コレ（狡噛慎也、井吹龍之介）
- ONE PIECE アンリミテッドワールド レッド（ロブ・ルッチ）

2014年
- GUNS N' SOULS
- GUILTY GEAR Xrd -SIGN-（ルシフェロ）
- 3594e -三国志英歌-（袁紹）
- グランブルーファンタジー（2014年 - 2024年、ガウェイン、シロウ、スタン・エルロン、壊人デスロウ / 破壊大帝デスロウ、メップル、スネ夫）
- ジェイスターズ ビクトリーバーサス（殺せんせー）
- 神撃のバハムート（スケルトン）
- 神話帝国ソウルサークル（英雄王ギルガメッシュ、劉邦）
- スーパーヒーロージェネレーション（イカルス星人〈SD〉、イカデビル）
- 戦国BASARA4（石田三成）
- ソードアート・オンライン -ホロウ・フラグメント-（キバオウ）
- ソニック&オールスターレーシング トランスフォームド（ヴァイス）
- 第3次スーパーロボット大戦Z 時獄篇（號、相良宗介、鈴原トウジ）
- 大正鬼譚〜言ノ葉櫻〜（浅ヶ谷内明史）
- テイルズ オブ ザ ワールド レーヴ ユナイティア（スタン・エルロン）
- ドラえもん 新・のび太の大魔境 〜ペコと5人の探検隊〜（スネ夫）
- 薄桜鬼SSL 〜sweet school life〜（井吹龍之介）
- はじめの一歩（宮田一郎）
- Fate/hollow ataraxia（ギルガメッシュ）
- ペルソナQ シャドウ オブ ザ ラビリンス（巽完二）
- 妖怪ウォッチ2 元祖/本家/真打（ウィスパー、ブチニャン）
- ONE PIECE 超グランドバトル! X（ロブ・ルッチ）
- ONE PIECE ワンピースキングス（ロブ・ルッチ）

2015年
- オルタンシア・サーガ -蒼の騎士団-（パスカル、ギルガメッシュ）
- 神々の悪戯 InFinite（メリッサ）
- GUILTY GEAR Xrd -REVELATOR-（ルシフェロ）
- クリスタル クラウン
- PSYCHO-PASS サイコパス 選択なき幸福（狡噛慎也）
- STEINS;GATE 0（橋田至）
- 第3次スーパーロボット大戦Z天獄篇（號、相良宗介）
- スーパーロボット大戦BX（ダイゴウジ・ガイ、白鳥九十九）
- セブンナイツ（死の君主 デロンズ）
- 戦国BASARA4 皇（石田三成）
- ドラえもん のび太の宇宙英雄記（スネ夫）
- 忍務遂行（藤城愁）
- ひぐらしのなく頃に粋（古手陸）
- 美男高校地球防衛部LOVE!GAME!（酒垣頼人）
- Fate/Grand Order（2015年 - 2024年、ギルガメッシュ、ヴォルフガング・アマデウス・モーツァルト） - 2作品
- ペルソナ4 ダンシング・オールナイト（巽完二）
- ポポロクロイス牧場物語（ニノ）
- 夢王国と眠れる100人の王子様（テル）
- 妖怪ウォッチバスターズ 赤猫団/白犬隊（ウィスパー、ウィスベエ、ブチニャン、ウィスマロマン、ミニマロマン、ナレーション〈オープニング〉）
- 妖怪ウォッチ ぷにぷに（ウィスパー、ウィスベェ、ブチニャン、ウィスマロマン、黒い妖怪ウォッチ、ウィス総老師 他）
- 弱虫ペダル 明日への高回転（待宮栄吉）
- ロストヒーローズ 2 / BONUS EDITION（ゴッドガンダム） - 2作品

2016年
- ヴァルキリーコネクト（トール）
- 仮面ライダー バトライド・ウォー創生（ショッカー首領、ナレーション）
- PsychicEmotion6（皇日高）
- 戦国BASARA 真田幸村伝（石田三成）
- テイルズ オブ アスタリア（スタン・エルロン）
- ドラえもん 新・のび太の日本誕生（スネ夫）
- 薄桜鬼 真改 華ノ章（井吹龍之介）
- Fate/EXTELLA / LINK（2016年 - 2018年、ギルガメッシュ） - 2作品
- 妖怪三国志（ウィスパー孔明）
- 妖怪ウォッチ3 スシ/テンプラ/スキヤキ（ウィスパー、ヒューリー博士、ウィスパパ）
- League of Legends（コーキ、ブラッドミア、ランブル）

2017年
- スーパーロボット大戦V（號、相良宗介）
- 遙かなる時空の中で3 Ultimate（源九郎義経）
- ドラえもん のび太の南極カチコチ大冒険（スネ夫）
- クイズRPG 魔法使いと黒猫のウィズ（2017年 - 2025年、グリット、木之本桃矢）
- GUILTY GEAR Xrd REV 2（アンサー）
- Re:ゼロから始める異世界生活 -DEATH OR KISS-（アル〈アルデバラン〉）
- アトム:時空の果て（お茶の水博士）
- 戦艦少女R（ベルマッキャン）
- 鉄拳7（吉光、鉄拳衆戦闘員）
- テイルズ オブ ザ レイズ（スタン）
- ガンダムバーサス（2017年 - 2018年、ドモン・カッシュ、イザーク・ジュール）
- 文豪とアルケミスト（川端康成）
- V! 勇者のくせになまいきだR（魔王）
- スーパーロボット大戦X-Ω（2017年 - 2020年、號、ドモン・カッシュ、相良宗介）
- 白猫プロジェクト（ムラクモ・ホウライ）
- 妖怪ウォッチバスターズ2 秘宝伝説バンバラヤー ソード/マグナム（ウィスパー、ダンドリー、ウィスパパ、ウィスパー孔明、ウィスマロマン）

2018年
- 妖怪三国志 国盗りウォーズ（ウィスパー孔明）
- 銀魂乱舞（馬董）
- 遙かなる時空の中で Ultimate（森村天真）
- ドラえもん のび太の宝島（スネ夫）
- フルメタル・パニック！ 戦うフー・デアーズ・ウィンズ（相良宗介、相楽宗介）
- BLAZBLUE CROSS TAG BATTLE（巽完二）
- OCTOPATH TRAVELER（アーフェン・グリーングラス）
- CharadeManiacs（双巳リョウイチ）
- アークザラッド R（トッシュ）
- STEINS;GATE ELITE（橋田至）
- 機動戦士ガンダム エクストリームバーサス2（2018年 - 2025年、ドモン・カッシュ、イザーク・ジュール） - 4作品
- ましろウィッチ 真夜中のメルヒェン（ペニーワイズ）
- ペルソナQ2 ニュー シネマ ラビリンス（巽完二）
- ぷよぷよ!!クエスト（2018年 - 2022年、巽完二、アル、スネ夫、パンダ）
- ゴッドイーター3（ユウゴ・ペニーウォート）
- Shadowverse（天罰の神父、立ち上がりし鋼の戦士・シロウ）
- ドラガリアロスト（レオニード、ザインフラッド）
- モンスターストライク（2018年 - 2024年、イェソド、スネ夫、ウィスパー、不死川実弥、パンダ、ハドラー、エンリコ・プッチ、ドモン・カッシュ、イザーク・ジュール、烈火星宮）

2019年
- ROBOTICS;NOTES DaSH（橋田至）
- 十三機兵防衛圏 プロローグ（緒方稔二）
- 東京放課後サモナーズ（レイヴ、サンダユウ）
- ドラえもん のび太の牧場物語（スネ夫）
- 妖怪ウォッチ4 ぼくらは同じ空を見上げている / 4++（ウィスパー、臼田さん、女郎蜘蛛に捕らわれたイケメン達）
- 戦国BASARA バトルパーティー（石田三成）
- 機動都市X（ロム）
- スーパーロボット大戦DD（2019年 - 2024年、イザーク・ジュール、相良宗介）
- ドラゴンクエストXI 過ぎ去りし時を求めて S（いたずらデビル、メダル校長、ウラノス）
- カードキャプターさくら ハピネスメモリーズ（木之本桃矢）
- 消滅都市0.（狡噛慎也）
- 妖怪ウォッチ1 for Nintendo Switch（ウィスパー）
- ドラゴンクエストX いばらの巫女と滅びの神 オンライン（旅芸人ピュージュ）
- 無双OROCHI 3 Ultimate（ハデス）

2020年
- ファイアーエムブレム ヒーローズ（ヒース、ラフィエル）
- ONE PUNCH MAN A HERO NOBODY KNOWS（スティンガー）
- Cytus II（Xenon）
- アイドルマスター シンデレラガールズ スターライトステージ（橋田至）
- 妖怪学園Y 〜ワイワイ学園生活〜（臼見沢ハルヒコ）
- Re:ゼロから始める異世界生活 Lost in Memories（アル〈アルデバラン〉）
- ドラゴンクエスト ダイの大冒険 クロスブレイド（ハドラー）
- ドラゴンクエスト ライバルズ（勇者レック）
- THE KING OF FIGHTERS ALLSTAR（デロンズ）
- 真・北斗無双 アプリ版（トキ）
- ファンタジア・リビルド（相良宗介）

2021年
- Re:ゼロから始める異世界生活 偽りの王選候補（アルデバラン）
- 共闘ことばRPG コトダマン（2021年 - 2022年、不死川実弥、パンダ、海賊房太郎）
- はじめの一歩 FIGHTING SOULS（宮田一郎）
- ソード＆ブレイド（令狐冲）
- 妖怪ウォッチ1 スマホ（ウィスパー）
- イース6 オンライン 〜ナピシュテムの匣〜（エルンスト）
- ドラゴンクエスト ダイの大冒険 -魂の絆-（ハドラー）
- 英雄伝説 黎の軌跡（ジェラール・ダンテス）
- 鬼滅の刃 ヒノカミ血風譚（不死川実弥）
- スーパーロボット大戦30（トマーシュ・マサリク、號）
- セブンナイツ2（デロンズ、ネオ・デロンズ）
- ガーディアンテイルズ（オーグマ）
- アリス・ギア・アイギス（橋田至）

2022年
- 機動戦士ガンダム アーセナルベース（2022年 - 2023年、ドモン・カッシュ、イザーク・ジュール）
- ライブアライブ（高原日勝）
- SDガンダム バトルアライアンス（ドモン・カッシュ）
- ジョジョの奇妙な冒険 オールスターバトルR（エンリコ・プッチ）
- Gungrave G.O.R.E（ビヨンド・ザ・グレイヴ）
- ドラえもん のび太の牧場物語 大自然の王国とみんなの家（スネ夫、マモール）
- パズル&ドラゴンズ（エンリコ・プッチ）

2023年
- ポケモンマスターズEX（ボールガイ）
- Kanon（北川潤） - Switch版
- 超探偵事件簿 レインコード（ジルチ＝アレクサンダー）
- インフィニティ ストラッシュ ドラゴンクエスト ダイの大冒険（ハドラー）
- Fate/Samurai Remnant（2023年 - 2024年、若旦那 / ルーラー / ギルガメッシュ）
- 呪術廻戦 ファントムパレード（パンダ）

2024年
- 呪術廻戦 戦華双乱（パンダ）
- 新宿葬命（緋衣良虎生）

2025年
- 鬼滅の刃 ヒノカミ血風譚2（不死川実弥）

時期未定
- SYNDUALITY Echo of Ada（ドーサン・クゼ）

### カセットブック
- アニメイトカセットコレクション 機動戦艦ナデシコ 「ナデシコ対ゲキ・ガンガー対宇宙人」……って、オイ!?（ダイゴウジ・ガイ）
- アニメイトカセットコレクション 機動戦艦ナデシコ 2 ナデシコ・ばらえてい（仮題）（ダイゴウジ・ガイ、白鳥九十九）
- アニメイトボイスカセット 機動戦艦ナデシコ ナデシコクルー編（白鳥）

### 吹き替え

#### 担当俳優
オスカー・アイザック
- スパイダーマン:スパイダーバース（ミゲル・オハラ / スパイダーマン2099）
  - スパイダーマン:アクロス・ザ・スパイダーバース

- ムーンナイト（スティーヴン・グラント / マーク・スペクター / ムーンナイト / ジェイク・ロックリー）

コービン・ブルー
- ジャンプ・イン!（イジー・ダニエルズ）
- ハイスクール・ミュージカルシリーズ（チャド・ダンフォース）
  - ハイスクール・ミュージカル
  - ハイスクール・ミュージカル2
  - ハイスクール・ミュージカル ザ・ムービー

ジェームズ・マカヴォイ
- ダーク・マテリアルズ/黄金の羅針盤（アスリエル卿）※U-NEXT版
- つぐない（ロビー・ターナー）
- ナルニア国物語/第1章:ライオンと魔女（タムナス）

チャ・テヒョン
- 永遠の片想い（ジファン）
- 神と共に 第一章:罪と罰（ジャホン）
- 君に捧げる初恋（ソン・テイル）
- サッド・ムービー（ハソク）
- 覆面ダルホ　〜演歌の花道〜（ポン・ダルホ）
- 僕の、世界の中心は、君だ。（スホ）
- 猟奇的な彼女（キョヌ）
- もっと猟奇的な彼女（キョヌ）

#### 映画（吹き替え）
- 愛の拘束（オルテガ刑事）
- アイ・ラブ・トラブル
- アントマン&ワスプ（ソニー・バーチ〈ウォルトン・ゴギンズ〉[371]）
- ウォンカとチョコレート工場のはじまり（プロドノーズ〈マット・ルーカス〉[372]）
- 火山高（キム・ギョンス〈チャン・ヒョク〉）
- クラウド アトラス（アダム・ユーイング、他〈ジム・スタージェス〉）
- ゲット スマート（ブルース〈マシ・オカ〉）※テレビ朝日版
- ザ・クラフト（ミット・ロジェ）
- サバンナ スピリット 〜ライオンたちの物語〜（ライナス〈ルパート・グレイブス〉）
- 猿の惑星: 創世記（ウィル・ロッドマン〈ジェームズ・フランコ〉[373]）
  - 猿の惑星: 新世紀[374]
- ジーパーズ 恐怖の都市伝説（アダム〈エリック・ジャングマン〉）
- ジェクシー! スマホを変えただけなのに（カイ〈マイケル・ペーニャ〉[375]）
- ジャンパー（マーク・コボルド〈テディ・ダン〉）※劇場公開版
- ジュラシック・ワールド（ロウリー・クルーザース〈ジェイク・ジョンソン〉[376]）※ザ・シネマ版
- シング・フォー・ミー、ライル（ミスター・プリム〈スクート・マクネイリー〉[377]）
- スパイキッズ3-D:ゲームオーバー（ザ・ガイ〈イライジャ・ウッド〉）
- すべてをあなたに（ジミー〈ジョナサン・シェック〉）
- スマーフ（ブレイニー）※オンデマンド配信版
  - スマーフ2 アイドル救出大作戦!
- 聖石傳説（青陽子）
- 戦火の勇気（ドナルド・パテラ〈ショーン・アスティン〉）※ソフト版
- タイムトラベラー/きのうから来た恋人（アダム・ウェバー〈ブレンダン・フレイザー〉）
- 父親たちの星条旗（レイニー・ギャグノン〈ジェシー・ブラッドフォード〉）
- 冷たい月を抱く女 ※VHS・LD版
- ディス・イズ・ジ・エンド 俺たちハリウッドスターの最凶最期の日（ジェイ・バルシェル〈本人〉）
- トランスフォーマー/リベンジ（スキッズ）
- パウダー（パウダー / ジェレミー・リード〈ショーン・パトリック・フラナリー〉）
- バック・トゥ・ザ・フューチャー（デイブ・マクフライ〈マーク・マックルーア〉[378]）※日本テレビ版
- バブル・ボーイ（ジミー〈ジェイク・ジレンホール〉）
- 武器人間（ヴァシリ〈アンドレイ・ザヤッツ〉[379]）
- ブラック・ウィドウ（リック・メイソン〈O・T・ファグベンル〉[380]）
- 普通じゃない（ロバート・ルイス〈ユアン・マクレガー〉）※ソフト版
- ブレット・トレイン（レモン〈ブライアン・タイリー・ヘンリー〉[381]）
- ベストマン -シャイな花婿と壮大なる悪夢の2週間-（ダグ〈ジョシュ・ギャッド〉）
- ライラ/フレンチKISSをあなたと（ディラン〈デヴィッド・スペード〉）
- ロード・オブ・ドッグタウン（ジェイ・アダムズ〈エミール・ハーシュ〉）
- ローマの休日（アービング・ラドビッチ〈エディ・アルバート〉[382]）※日本テレビ版2

#### ドラマ
- アボンリーへの道（アーサー・ペティボーン）
- クイズ 〜100万ポンドを夢見た男〜（クリス・タラント〈マイケル・シーン〉[383]）
- THE GREAT 〜エカチェリーナの時々真実の物語〜（ピョートル3世〈ニコラス・ホルト〉[384]）
- ザ・ルーキー 40歳の新米ポリス!?（ピート・ノーラン〈ピート・デイヴィッドソン〉）
- シークレット・アイドル ハンナ・モンタナ（ジョニー）
- シークレット・ガーデン（オスカー / チェ・ウヨン〈ユン・サンヒョン〉）
- 対決スペルバインダー（アレックス）
- デッド・ゾーン シーズン3（ジョージ・トッド、レニー・トッド）
- のだめカンタービレ 〜ネイル カンタービレ（チャ・ユジン〈チュウォン〉[385]）
- フロム・ダスク・ティル・ドーン ザ・シリーズ（セス・ゲッコー〈D・J・コトローナ〉）
- 名犬ファング（マット）

#### アニメ
- ザ・スーパーマリオブラザーズ・ムービー（キノピオ[386]）
- スター・ウォーズ レジスタンス（ハイプ・フェイゾン）
- Doraemon（スネ夫[387]）
- トロールズ ミュージック★パワー（トロレックス[388]）
- ねこのガーフィールド（ノーラン[389]）
- 百妖譜（乖龍）
- FLY!/フライ!（デルロイ[390]）
- プリンス・オブ・スフィンクス（モーゼ）
- 星つなぎのエリオ（ヘリックス大使[391]）
- ミュータント タートルズ（レオナルド[392]）
- ミラベルと魔法だらけの家（アグスティン[393]）
- リトル・レッド レシピ泥棒は誰だ!?（ボインゴ）
- レポーター・ブルース（農夫A）※BS-NHK版
- ロングのゆかいなレストラン（ロング[394]）
- ロン 僕のポンコツ・ボット（ロン[395]）

### 特撮
1990年代
- ブルースワット（1994年、コズマの声）
- 超力戦隊オーレンジャー（1995年 - 1996年、皇子ブルドント / カイザーブルドントの声） - 3作品
- 激走戦隊カーレンジャー（1996年、HHデーオの声）
- 電磁戦隊メガレンジャー（1997年 - 1998年、ビビデビの声） - 2作品
- ボイスラッガー（1999年、大地友一 / ボイスラッガーエメラルド）
- 燃えろ!!ロボコン（1999年、ロボビンの声、団子町の人々）

2000年代
- 銀河ロイドコスモX（2001年、十文字宙、コスモX） - 原案も担当。
- ウルトラセブン“EVOLUTION”5部作（2002年、タシロ職員  / メタル宇宙人ガルト星人の声）
- 特捜戦隊デカレンジャー（2004年、バイズ・ゴアの声）
- ウルトラマンメビウス&ウルトラ兄弟（2006年、ガヤ）
- 仮面ライダーカブト ハイパーバトルDVD 誕生!ガタックハイパーフォーム!!（2006年、カブトゼクターの声）
- 仮面ライダー電王（2007年、アントホッパーイマジン〈キリギリス〉の声）
- 劇場版 仮面ライダーディケイド オールライダー対大ショッカー（2009年、アマゾンの声、イカデビルの声）

2010年
- ウルトラマンゼロ THE MOVIE 超決戦!ベリアル銀河帝国（グレンファイヤーの声） - 5作品

2011年
- ウルトラゾーン（夫〈人間態〉 / 凶悪宇宙人ザラブ星人の声、誘拐怪人ケムール人の声、ケムール裁判員〈人間態〉）
- オーズ・電王・オールライダー レッツゴー仮面ライダー（イカデビルの声、キカイダーの声）
- 海賊戦隊ゴーカイジャー（2011年 - 2012年、ナレーション、ゴーカイジャー各種アイテムの音声、宇宙最大のお宝の声、カリゾーグ / ニャリゾーグ / スゴゾーグの声、キレンジャーの声、レッドファルコンの声、ズバーンの声、天の声） - 5作品
- 天装戦隊ゴセイジャーVSシンケンジャー エピックon銀幕（モバイレーツの声）
- 電人ザボーガー（職業安定所の職員）

2012年
- 宇宙刑事ギャバン THE MOVIE（リザードダブラーの声）
- 仮面ライダー×仮面ライダー ウィザード&フォーゼ MOVIE大戦アルティメイタム（イールの声）
- 仮面ライダー×スーパー戦隊 スーパーヒーロー大戦（ナレーション、アカレンジャーの声、コマサンダーの声）
- 非公認戦隊アキバレンジャー（2012年 - 2013年、月島アルパカの声、浅草アルパカの声、東映の警備員、チャイナレッドの声、ティラノレンジャー〈レッドレンジャー〉の声、ハリケンレッドの声、カブトライジャー〈ジャカンレッド〉の声、亀有アルパカの声 他） - 2シリーズ

2013年
- ウルトラマンギンガ 劇場スペシャル（異次元宇宙人イカルス星人〈SD〉の声）
- 仮面ライダー×スーパー戦隊×宇宙刑事 スーパーヒーロー大戦Z（ナレーション、アカレンジャーの声、スペースイカデビルの声 他） - 2作品
- 新ウルトラマン列伝（グレンファイヤーの声、異次元宇宙人イカルス星人〈SD〉の声）
- 特命戦隊ゴーバスターズVS海賊戦隊ゴーカイジャー THE MOVIE（モバイレーツの声）
- ネオ・ウルトラQ（マサル）

2014年
- ウルトラマンギンガ 番外編（異次元宇宙人イカルス星人〈SD〉の声）
- ウルトラマンギンガS（異次元宇宙人イカルス星人〈SD〉の声）
- 平成ライダー対昭和ライダー 仮面ライダー大戦 feat.スーパー戦隊（V3の声、アマゾンの声、ストロンガーの声、バダン総統の声、マシーン大元帥の声）
- 烈車戦隊トッキュウジャー さらばチケットくん! 荒野の超トッキュウバトル!!（カニロスの声）

2015年
- ウルトラマンX（伊刈 / 異次元宇宙人イカルス星人イカリの声）
- 仮面ライダーゴースト（英雄ゴーストの声、プロトメガウルオウダー音声、変身用眼魔眼魂（ウルティマ）の声）
- 仮面ライダードライブ シークレット・ミッション type HIGH-SPEED!（タイプ・ハイスピード） ホンモノの力! タイプハイスピード誕生!（スパイダー型ロイミュード027〈人間態 / 声〉 / にせドライブの声）
- 手裏剣戦隊ニンニンジャー（妖怪ネコマタの声、妖怪マタネコの声）
- 手裏剣戦隊ニンニンジャーVS仮面ライダードライブ 春休み合体1時間スペシャル（ショッカー首領の声、カメバズーカの声）
- スーパーヒーロー大戦GP 仮面ライダー3号（ナレーション、ショッカー首領の声、仮面ライダーV3の声、カメバズーカの声、マシーン大元帥の声 他）
- dビデオスペシャル 仮面ライダー4号（アリマンモスの声、首領の声）

2016年
- 動物戦隊ジュウオウジャー（シオマネキングの声、モバイレーツ音声）
- 仮面ライダー1号（毒トカゲ男の声、ガニコウモルの声、シオマネキングの声）
- 仮面ライダー平成ジェネレーションズ Dr.パックマン対エグゼイド&ゴーストwithレジェンドライダー（ノブナガゴーストの声）

2017年
- 宇宙戦隊キュウレンジャー（スペースイカデビルの声）
- スペース・スクワッド ギャバンVSデカレンジャー（クローネンの声、司祭）
- 仮面ライダー平成ジェネレーションズ FINAL ビルド&エグゼイドwithレジェンドライダー（ゴーストの声）

2018年
- 劇場版 ウルトラマンジード つなぐぜ! 願い!!（グレンファイヤーの声）

2019年
- 4週連続スペシャル スーパー戦隊最強バトル!!（ガイソーグの声、アカレンジャーの声、ナレーション）
- 騎士竜戦隊リュウソウジャー（アイテム音声、ガイソーグの声）
- ドライブサーガ 仮面ライダーブレン（『無』の首領などの声）

2020年
- 仮面ライダー電王 プリティ電王とうじょう!（イカデビルの声）
- ウルトラマンZ（バロッサ星人〈二代目〉の声）
- 仮面ライダーセイバー（アヒルメギドの声）
- ウルトラギャラクシーファイト（2020年 - 2022年、ウルトラマングレートの声、エンペラ星人の声、ウルトラマンエースの声） - 2シリーズ
- ドゲンジャーズ（ナレーション・ヤバイ仮面COMICの声）

2021年
- 機界戦隊ゼンカイジャー THE MOVIE 赤い戦い! オール戦隊大集会!!（スーパー悪者ワルドの声）
- 機界戦隊ゼンカイジャー スピンオフ ゼンカイレッド大紹介!（ノーマル悪者ワルドの声）
- 機界戦隊ゼンカイジャー（ギアダリンガー音声）
- てれびくん超バトルDVD 仮面ライダーセイバー 集え！ヒーロー!!爆誕ドラゴンてれびくん（アヒルメギドの声）
- ザ・ハイスクール ヒーローズ（真中大志、アカレンジャーの声）
- 仮面ライダー ビヨンド・ジェネレーションズ（ショッカーの声）
- ドゲンジャーズ〜ナイスバディ〜（ナレーション・ヤバイ仮面COMICの声）

2022年
- テン・ゴーカイジャー（リングアナ）

2023年
- ウルトラマンデッカー最終章 旅立ちの彼方へ…（イカルス星人の声）
- 王様戦隊キングオージャー（2023年 - 2024年、ゲロウジームの声、ミノンガン・モウズの声）
- ウルトラマンブレーザー（大川）
- ウルトラマンレグロス ファーストミッション（闇の存在）

2024年
- 爆竜戦隊アバレンジャー 20th 許されざるアバレ（アバレンゲッコーの声）
- 爆上戦隊ブンブンジャー 劇場BOON! プロミス・ザ・サーキット（サーキットグルマーの声）
- 王様戦隊キングオージャーVSキョウリュウジャー（ミノンガン・モウズの声）
- ウイングマン（ラーク博士の声、ギャバンの声）

2025年
- 爆上戦隊ブンブンジャー（実況の声）
- ナンバーワン戦隊ゴジュウジャー（関本カズ、ハッテサ・ブロウの声）
- 爆上戦隊ブンブンジャーVSキングオージャー（ミノンガン・モウズの声）

### ラジオ
※はインターネット配信。
- MARIVE FRIDAY JAM（1996年、bayfm） - リポーター「ヘロヘロ」名義で出演。
- 『ファンタジーワールド』 - 木曜-MAZE爆熱アワー（1996年、TBSラジオ）
- LaLaドラマチックウエイブ「八雲立つ」（1996年、文化放送）
- 参上ォー!! なつかHERO（1997年、IBC岩手放送）
- ラジオ『テイルズ オブ デスティニー』（1998年 - 1999年、TBSラジオ）
- テイルズリングD・P（1999年、TBSラジオ）
- Weiß kreuz
- 関様・姫のやっぱりキャラでイキましょう!（2000年 - 2002年、ラジオ大阪）
- 智一・美樹のラジオビッグバン（1999年 - 2014年、文化放送）
- 彩雲国物語〜双剣の舞〜（2006年 - 2009年、アニメイトTV※）
- 智一&璐美のラジオ腐りかけ!（2007年 - 、ラジ友※）
- のだめオーケストラジオ（2007年、アニメイトTV※）
- ぶっちゃけ!トップ・シークレット（2008年、超!A&G+※）
- 戦国BASARA 俺様らじお。（2011年 - 2012年、音泉※）
- マヨナカ影ラジオ（2011年 - 2012年、音泉※・HiBiKi Radio Station※）
- おしゃべりやってまーす 第6放送（2012年 - 2013年、K'z Station※）
- PSYCHO-PASSラジオ 公安局刑事課24時（2012年 - 2013年、2014年、音泉※）
- 今井麻美・関智一のRADIO STEINS;GATE（2013年、音泉※・HiBiKi Radio Station※）[434]
- よ・み・き・か・せ（2014年、TOKYO FM）
- マヨナカ影ラジオ ザ・ゴールデン（2014年、音泉※・HiBiKi Radio Station※）[435]
- 保志総一朗・関智一の「戦国BASARA Judge End」ラジオ（2014年、超!A&G+※）[436]
- 関智・福圓のカンスト!（2014年 - 2017年、ラジ友※）
- ニューギンpresents 義風堂々!!〜音語り〜（2015年 - 2016年、文化放送・ABCラジオ・東海ラジオ・超!A&G+※）[437]
- PSYCHO-PASS サイコパスラジオ 公安局刑事課24時 選択なき幸福（2015年、音泉※）[438]
- ユニゾン!（2015年 - 2018年、文化放送・東海ラジオ）
- PSYCHO-PASS サイコパスラジオ 公安局刑事課24時 選択なき幸福【移植版】（2016年、音泉※）[439]
- オトナの科学ラジオ（ニコニコ生放送）[440]
- 関智一・冨士原圭希の変身ラジオ（2025年、RKBラジオ ）[441]

### ボイスドラマ
- 智一・美樹のラジオビッグバン「銀河ロイドコスモX ヒーロークロスラインにクロスせよ！」（2008年、十文字宙、コスモX）
- WEBラジオ劇場HXLアワー「ニードルアイ」（2010年、コスモX、青ザリガニ）
- 井上喜久子のアフタヌーンラジオ「無限の住人」（2010年、万次）
- JFN夏特番ラジオドラマ「師匠シリーズ」（2016年、師匠）[442]
- フルメタル・パニック! 踊るベリー・メリー・クリスマス（2016年、相良宗介）
- ウルトラマンゼット&ゼロ ボイスドラマ（2020年、グレンファイヤー）

### デジタルコミック
- VOMIC 超速変形ジャイロゼッター（2012年、ナレーション）
- 「フルーツバスケット」音声入りまんがDVD〜旅立ちの日、再び〜（2012年、草摩夾） - 『花とゆめ』24号応募者全員サービス
- 浪川&岡本 ボイコミ ラボ　勇者ミーリは58歳（2022年、魔王[443]）
- アイアムアヒーロー（2022年、鈴木英雄[444]）

### ラジオ・朗読・その他CD
- Weiβ kreuz Radio Selection
- ウェブラジオ モモっとトーク・パーフェクトCD MOMOTTO TALK CD9 関智一盤
- オ・ト・ナ限定 看病CD Kartel 2（俺様キャラ）
- カレと一緒におふとんでイチャイチャごろごろするCD Morning（宗則[445]）
- 劇場版 戦国BASARA 戦国トラベルナビ〜関ヶ原編〜
- 戦国BASARA 俺様らじお。
- 戦国武将物語〜大名編その弐〜（朗読 - 第五話「長宗我部元親物語」）
- 戦国武将物語外伝〜14の大名物語〜（朗読 - 長宗我部元親物語外伝「ありがたき饅頭をいかにせん」）
- 高橋広樹のモモっとトーークCD 関智一盤
- Double Score 〜Lily〜：桐野宗也（桐野宗也）
- でぃあーず「にほんのむかしばなし」〜青の色〜（朗読 - 第三話『猿地蔵』）
- でぃあーず「にほんのむかしばなし」〜夢の色〜（朗読 - 第五話『丘の上のお地蔵様』）
- 〜こどもとの暮らしを楽しむ言葉をちりばめた〜昔ばなしとお歌
- DJCD 薄桜鬼集会 放送録 第十集
- DEARS 誕生石物語〜青の季節〜（秋の妖精『ロードナイト』）
- DEARS 誕生石物語〜ラッキーストーン占い〜（秋の妖精『ロードナイト』）
- TVアニメ「のだめカンタービレ」DJCD「のだめオーケストラジオ」
- 智一×王路美のラジオ腐りかけ！“放送できないCD”
- ネオロマンス Paradise 遙かなる時空の中で1
- ラジオCD彩雲国物語〜双剣の舞〜
- ラジオCD 彩雲国物語〜双剣の舞〜セカンドシリーズ
- ラジオCD マヨナカ影ラジオ

### ビデオ
- オトメイトパーティー♪2011
- JAPAN 乙女♥Festival
- 戦国BASARAシリーズ
  - バサラ祭2010〜春の陣〜
  - 戦国BASARA5周年祭〜武道館の宴〜
  - バサラ祭2011〜夏の陣〜
- スウィートイグニッションDX DOMINO DREAM MAKERS
- テイルズオフェスティバル2008+ビバ☆テイルズオブ
- テイルズオブフェスティバル2009
- ネオロマンスシリーズ
  - ライブビデオ ネオロマンス・フェスタ
  - ライブビデオ ネオロマンス・フェスタ4
  - ライブビデオ ネオロマンス・フェスタ4 in大阪
  - ライブビデオ ネオロマンス・フェスタ6
  - ライブビデオ ネオロマンス・フェスタ6 in大阪
  - ライブビデオ ネオロマンス・ライヴ 2004 Summer
  - ライブビデオ ネオロマンス・ライヴ〜遙か祭 2005〜
  - ライブビデオ　ネオロマンス・ライヴ 〜遙か祭2005〜 Blu-ray DX EDITION
  - ライブビデオ ネオロマンス・アラモード
  - ライブビデオ ネオロマンス・ライヴ 2005 Winter
  - ライブビデオ ネオロマンス・ライヴ〜遙か祭 2006〜
  - ライブビデオ　ネオロマンス・ライヴ 〜遙か祭2006〜 Blu-ray DX EDITION
  - ライブビデオ ネオロマンス・フェスタ9
  - ライブビデオ ネオロマンス・ライヴ 2007 Summer
  - ライブビデオ ネオロマンス・ライヴ〜遙か祭 2008〜
  - ライブビデオ ネオロマンス・ライヴ 2009 Summer
  - ライブビデオ ネオロマンス 15thアニバーサリー
  - ライブビデオ ネオロマンス・フェスタ 遙か十年祭
  - ライブビデオ ネオロマンス・フェスタ11
  - ライブビデオ ネオロマンス♥イベント“10 YEARS LOVE ”
  - ライブビデオ ネオロマンス スターライト♥クリスマス2010
  - ライブビデオ ネオロマンス♥フェスタ 遙か祭2011〜桜花恋模様〜
- PS Vita版『STEINS;GATE 線形拘束のフェノグラム』限定版特典映像DVD「4℃のから騒ぎ」（2013年）

### CM
- RPGツクール（ナレーション）
- RPGツクール2
- アニメイト（兄沢命斗）
- エターナルアルカディア レジェンド（ヴァイス）
- ガンダムブレイカー
- 機動武闘伝GガンダムDVD-BOX
- キャプテン翼 〜黄金世代の挑戦〜（大空翼）
- スーパーロボット大戦J（ナレーション）
- 全スーパーロボット大戦 電視大百科（ナレーション）
- PS2版 テイルズ オブ デスティニー（ナレーション）
- ディレクターズカット版 テイルズ オブ デスティニー（ナレーション）
- トヨタ自動車 ReBORN（骨川スネ夫）
- HAUNTEDじゃんくしょん 聖徒会バッジを追え!
- ビーストウォーズ、ビーストウォーズII、ビーストウォーズネオ玩具CM（CMナレーション）
- ビューティフル ジョー スクラッチ!（ジョー）
- 森永乳業 マウントレーニア[446]

### テレビドラマ
- 鬼嫁日記 第6話（2005年11月15日、関西テレビ・フジテレビ） - 劇中ドラマ吹き替え
- Wild Strawberry（2008年4月3日 - 8月7日、テレ朝チャンネル） - タケシ 役 ※主演
- トクサツガガガ（2019年1月18日 - 3月1日、NHK総合） - ゲンカ将軍の声[447]
- 桜の塔（2021年4月15日 - 6月10日、テレビ朝日） - 牧園隆文 役[448]
- 99.9-刑事専門弁護士- 完全新作SP 新たな出会い篇〜映画公開前夜祭〜（2021年12月29日、TBS） - 裁判官 役[449]
- 大河ドラマ（NHK）
  - 鎌倉殿の13人（2022年） - 土御門通親 役[450]
  - べらぼう〜蔦重栄華乃夢噺〜 第7回・第8回（2025年2月16日・23日） - 奥村屋源六 役[451]
- 祈りのカルテ 研修医の謎解き診察記録 第1話（2022年10月8日、日本テレビ） - 上松琢磨 役[452]
- 姪のメイ（2023年9月8日 - 10月13日、テレビ東京） - 春日部勇人 役[453]
- ペンション・恋は桃色 season2（2024年2月9日 - 3月8日、フジテレビ） - サエキ 役[454][455]
- ジャンヌの裁き 第5話 - 最終話（2024年2月9日 - 3月8日、テレビ東京） - 鈴女敦 役[456]
- 藤子・F・不二雄 SF短編ドラマ シーズン2「3万3千平米」（2024年4月28日、NHK BS）[457]
- アンチヒーロー 第4話・第9話（2024年5月5日・6月9日、TBS） - 刑事 役[458]
- 令和の三英傑!（2024年12月11日・18日、中京テレビ・日本テレビ） - 石田成三 役[459]
- 御上先生 第4話（2025年2月9日、TBS） - 東雲の父 役[460]
- 119エマージェンシーコール 第7話（2025年3月3日、フジテレビ） - 通報者の声[461]

### ウェブドラマ
- 令和の三英傑〜恋する末裔たち〜（2025年1月8日、TVer・YouTube）[462]

### ラジオドラマ
- 空想労働シリーズ サラリーマン（2023年8月22日 - 10月10日、RKBラジオ） - 一匹狼のコジロー 役[463]
  - 帰りたいサラリーマン（2024年8月24日 - 10月12日、RKBラジオ） - 用心棒のコジロー 役[464]
  - サラリーマンBLACK（2025年8月24日 - 予定、RKBラジオ - 一匹狼のコジロー[465]）

### 映画
- EAT&RUN（2001年） - 小口警視 役
- ゲーム☆アクション（2009年） - ガイ
- Wonderful World（2010年） - MR.0 役
- 曇天に笑う（2018年） - 看守 役
- タヌキ社長（2022年） - 信楽矢木雄（タヌキ社長） 役
- HE-LOW THE FINAL（2022年）
- まくをおろすな!（2023年）
- 劇場版 ACMA:GAME 最後の鍵（2024年） - セルヴォの声[466]

### 舞台
- カプセル兵団公演
  - 「炎の60分シリーズ#4 二本立て公演『燃えよ映画魂！』／『燃えてヒーローショー！』（再演）」（2007年2月7日 - 12日、笹塚ファクトリー）
  - 「ココロコロガシ」原作・脚本：雨宮慶太（2009年6月10日 - 14日、ラゾーナ川崎プラザソル）
  - 「超鋼祈願ササヅカイン〜暗黒のイノセント〜」（2011年10月6日 - 10日、笹塚ファクトリー）
  - 「男ばかりの会話劇第1弾！『アベンジャーズ』カプセル兵団EX公演」（2013年4月25日 - 29日、ワーサルシアター八幡山劇場）
  - 「超鋼祈願ササヅカイン－新たなる脅威－」（2013年7月11日 - 15日、笹塚ファクトリー）
  - 「男ばかりの会話劇第3弾！『アベンジャーズVer2014』カプセル兵団EX公演」（2014年9月10日 - 15日、ワーサルシアター八幡山劇場 / 9月19日 - 21日、STAGE+PLUS〈大阪〉）
- 劇団ヘロヘロQカムパニー公演
  - 「異人たちとの夏」（2007年12月12日 - 16日、シアターサンモール） - 原田英雄 役、脚本・演出も兼務
  - 「立て！マジンガーZ!!」（2022年11月25日 - 12月4日、こくみん共済 coop ホール / スペース・ゼロ） - 盾矛次郎 役、演出も兼務
- 死神姫の再婚〜旦那様、お買い上げありがとうございます!（2013年3月13日 - 17日、スペース・ゼロ） - 語り部 / 謎の男たちの雇い主 役
- 音楽朗読劇『Homunculus〜ホムンクルス〜』（2017年12月9日・10日、川崎市スポーツ・文化総合センター） - ヨハン・ベドガー 役[467]
- ノサカラボ朗読劇『パ・ド・ドゥ』（2023年10月28日・29日、ガレリアホール）[468]
- 井上和彦50周年記念公演Kazz's『エニグマ変奏曲』（2024年8月23日 - 25日、博品館劇場）[469]
- ノサカラボ朗読劇『アルセーヌ・ルパン #4 カリオストロ伯爵夫人』（2024年8月31日、大手町三井ホール） - アルセーヌ・ルパン 役[470]
- PSYCHO-PASS サイコパス 京都南座歌舞伎ノ舘×こえかぶ 朗読で楽しむ歌舞伎（2025年1月11日・12日、南座） - 狡噛慎也 役[471]
- 『平家物語 -胡蝶の被斬-』（2025年3月14日 - 17日、新国立劇場）[472]
- 『のだめカンタービレ』Story Live Orchestra（2025年7月30日・31日、東京オペラシティ コンサートホール）[473]
- テンダープロプロデュース 朗読劇『遠き夏の日2025』（2025年8月24日〈予定〉、赤坂RED/THEATER）[474][475]
- ノサカラボ朗読劇『アルセーヌ・ルパン #5 奇巌城』（2025年8月30日・31日〈予定〉、日経ホール） - アルセーヌ・ルパン 役[476]

### パチンコ・パチスロ
- CR新世紀エヴァンゲリオンシリーズ（鈴原トウジ）
- CRフィーバー機動戦艦ナデシコ
- CRフィーバーキャプテンハーロック（台羽正）
- グラディウス・ザ・スロット（エース）
- ペルソナ4 The SLOT（巽完二）
- パチスロ テイルズ オブ デスティニー（スタン・エルロン）
- パチスロ モンスターハンター 〜月下雷鳴〜（YOU）
- ぱちんこ仮面ライダー フルスロットル（2015年、ナレーション 他）

### 玩具
- 海賊戦隊ゴーカイジャー 変身携帯DXモバイレーツ（2011年、システム音声）
- 海賊戦隊ゴーカイジャー DXゴーカイサーベル（2011年、システム音声）
- 海賊戦隊ゴーカイジャー DXゴーカイガン（2011年、システム音声）
- 海賊戦隊ゴーカイジャー 変身携帯DXゴーカイセルラー（2011年、システム音声）
- 海賊戦隊ゴーカイジャー DXゴーカイスピア（2011年、システム音声）
- 海賊戦隊ゴーカイジャー DXゴーカイガレオンバスター（2011年、システム音声）
- 騎士竜戦隊リュウソウジャー 変身ブレス DXリュウソウチェンジャー（2019年3月16日）
- 騎士竜戦隊リュウソウジャー DXリュウソウケン（2019年3月16日）
- 騎士竜戦隊リュウソウジャー DXガイソーケン（2019年9月28日）
- 騎士竜戦隊リュウソウジャー 変身竜爪 DXマックスリュウソウチェンジャー（2019年11月9日）
- 騎士竜戦隊リュウソウジャー リュウソウケン -MEMORIAL EDITION-（2020年9月）
- 機界戦隊ゼンカイジャー 界賊変身 DXギアダリンガー（2021年4月24日）
- 海賊戦隊ゴーカイジャー モバイレーツ -MEMORIAL EDITION-（2021年12月）
- 騎士竜戦隊リュウソウジャー ガイソーケン -MEMORIAL EDITION-（2022年2月）
- ゴーカイガレオンキー[注 4]（2022年3月9日）
- 海賊戦隊ゴーカイジャー ゴーカイセルラー -MEMORIAL EDITION-（2022年9月）
- 海賊戦隊ゴーカイジャー ゴーカイサーベル&ゴーカイガン -MEMORIAL EDITION-（2023年5月29日）
- 機界戦隊ゼンカイジャー ギアダリンガー -MEMORIAL EDITION-（2023年7月14日）
- 王様戦隊キングオージャー クモノスレイヤー -MEMORIAL EDITION-（2025年2月19日）
- 海賊戦隊ゴーカイジャー モバイレーツ -MEMORIAL BEST SELECTION-（2025年6月13日）

### その他コンテンツ
ナレーション
- RPGツクールVX（プロモーションビデオ）
- ザ!情報ツウ（お宅訪問!クローゼット買い取り隊っ!）（ナレーション）
- ほんとにあった怖い話（2007夏の特別編のナレーション）
- ザ☆ネットスター!（ナレーション〈2007年11月27日〉〈2008年4月-月1レギュラー番組〉）
- いた!ヤバイ生き物 キケン生物と大バトル（2018年9月26日・2019年11月19日、日本テレビ）
- NTT⻄⽇本 名古屋・栄ITデータセンター PV　: 新⽣活への⼀歩（父編）（2020年）

テレビ番組
- アニメ天国「アニメ天国 アニメイト通販」（2004年4月 - 9月）
- 雨上がり決死隊のトーク番組アメトーーク!（テレビ朝日）
  - スネ夫にくめない芸人（2013年3月7日、骨川スネ夫の声）
  - スーパー戦隊大好き芸人（2017年7月30日、野球仮面の声）
  - 仮面ライダー芸人 第3弾（2017年11月26日、仮面ライダーアマゾンの声 他）

- ドラえもん知識王No.1決定戦SP（2014年8月1日、ナレーション）
- トリビアの泉 〜素晴らしきムダ知識〜
- 大胆MAP 顔を見てみたいアニメキャラクター30人全部見せちゃうよ! 春の撮れたて新作SP（2008年4月6日、テレビ朝日）
- 第65回NHK紅白歌合戦（2014年12月31日、NHK）ウィスパーの声
- 第66回NHK紅白歌合戦『アニメ紅白』（2015年12月31日、NHK）ウィスパーの声
- 世界ルーツ探検隊（2017年5月1日、テレビ朝日）ルーツくんの声
- 声優と夜あそび（2018年4月2日 – 、AbemaTV・アニメLIVEチャンネル）金曜パーソナリティ
- 発表!全ガンダム大投票（2018年5月5日、NHK BSプレミアム）
- 激レアさんを連れてきた。（2019年9月25日、テレビ朝日）
- クイズ!THE違和感（2020年6月8日 - 2022年9月12日、TBSテレビ）番組キャラクター『チビノブくん』の声
- 声優パーク建設計画VR部（2021年3月28日 - 、テレビ朝日）番組MC

仮面ライダーシリーズ関連イベント
- MASKED RIDER LIVE&SHOW 〜十年祭〜（2009年、仮面ライダーアギトの声、仮面ライダーファイズの声）
- 仮面ライダー×スーパー戦隊×宇宙刑事 スーパーヒーロー大戦Z 公開記念 仮面ライダーウィザード スペシャルイベントZ（2013年、ナレーション、スペースイカデビルの声）
- 仮面ライダー鎧武/ガイム スペシャルイベント 百花繚乱戦国絵巻（2014年、怪人弐号の声）
- 仮面ライダードライブ スペシャルイベント 特殊状況下事件捜査ファイル Case.1 なぜゴールデンウィークの新高輪は熱いのか（2015年、ショッカー戦闘員・クロダ / 仮面ライダー3号の声）
- 仮面ライダーゴースト スペシャルイベント（2016年、シャドームーンの声、闇の仮面ライダーたちの声）
- 仮面ライダーエグゼイド スペシャルイベント（2017年、スペースイカデビルの声）
- 仮面ライダービルド スペシャルイベント（2018年、ショッカー首領の声、サボテグロンの声）
- 仮面ライダージオウ スペシャルイベント（2019年、タイムショッカー / オーマショッカーの声）

その他
- アニ店特急 2007年夏・2007年冬・2008年夏（イベント）メインパーソナリティ
- 贋作・アニメ店長
- 機動武闘伝Gガンダム プロローグ・III 飛躍編
- けーぶるにっぽん「仕事人列伝」第3回（2010年7月 / 社団法人 日本ケーブルテレビ連盟）
- 魔王ダンテ（OP主題歌）
- 万田ファミリー劇場（親父）
- 第47回日本SF大会ヒーロークロスラインショー
  - ジエンド - 明 超次
  - ウサ探

- 月刊マガジンZ 2008年11月号 ヒーロークロスライン特集ページ スチル（アルクベイン/台場 巽 スーツアクター）
- テイルズ オブ フェスティバル 2009
- 東京ディズニーランドスペシャルイベント バズ・ライトイヤー 夏の大作戦（SC〈CDのみ〉）
- Fキャラオールスターズ大集合 ドラえもん&パーマン 危機一髪!?（骨川スネ夫）
- ドラえもん&Fキャラオールスターズ ゆめの町、Fランド（パーマン2号）
- アニマックス「創ったヒト」（2010年5月22日・29日、ゲスト出演）
- らき☆すた in 武道館 あなたのためだから
- NHKワンセグ2「ワンセグランチボックス」（2010年7月8日、ゲスト出演）
- 幕末志士の恋愛事情 iOS版（坂本龍馬）
- 死ガ二人ヲワカツマデ… 第1章「色ノナイ青」 - 緋崎 貴矢
- TV・局中法度!（ナレーション）
- NHK高校講座 世界史 第22回ムガル帝国〜繁栄から植民地化へ〜 （ナレーション）
- 人気急上昇ウォッチ〜今ご当地でコレが人気SP〜（ウィスパーの声）
- 趣味どきっ!「一声入魂!アニメ声優塾」（2015年、NHK Eテレ） - 第4回講師
- ピープロ特撮秘宝（ナビゲーター）
- Club AT-X すずまお荘（AT-X：2015年10月3日・10月17日ゲスト出演）
- Thunderbolt Fantasy 東離劍遊紀（2016年 蔑天骸）
- 影踏み（真壁修一）
- 真島ヒロ 原画展会場ボイスガイド（2017年、ハル・グローリー、ラッキー）
- 「牙狼 <GARO> -VANISHING LINE-」放送直前SP（2017年、テレビ東京）
  - 牙狼<GARO> -VANISHING LINE- 特別編「PAUSE」（2018年、テレビ東京）

- サルタヒコ（ポアロ） - CDジャケットデザインを担当。
- 古代オリエント博物館 公式音声ガイド「はじまりの物語」（2018年3月1日、ナビゲーター役）
- 映画 妖怪ウォッチ FOREVER FRIENDS 奇跡と感動の名場面大放出スペシャル!（ウィスパーの声）
- ウルトラヒーローズEXPO 2021 ニューイヤーフェスティバル IN 東京ドームシティ（2021年、ウルトラマンエースの声）
- ナンバーワン戦隊ゴジュウジャー 制作発表イベント（2025年、ズカモト・キセの声）

## ディスコグラフィ

### アルバム
- Naked Mind（2000年2月16日）
- 遊心 〜 Mind Player 〜（2002年7月31日）
- 間心 〜 MA mind〜[MINI ALBUM]（2003年4月30日）
- セキトモ・TVリスペクトACT1「関智一の勝手に祝うライダー35周年!」（2006年12月22日）
- LOVARIOUS（2008年12月19日）
- Thank You My Heroes!! （2012年12月16日）

### キャラクターソング
| 発売日   | 商品名                                                                               | 歌 | 楽曲                                                                        | 備考                                                         |
| 1994年   | 1994年                                                                               | 1994年 | 1994年                                                                      | 1994年                                                       |
| -------- | ------------------------------------------------------------------------------------ | --- | --------------------------------------------------------------------------- | ------------------------------------------------------------ |
| 8月31日  | ドラゴン騎士団 イメージヴォーカル集                                                  | ラス（関智一） | 「Fly Away」                                                                | ドラマCD『ドラゴン騎士団』イメージソング                     |
| 1995年   |                                                                                      | |                                                                             |                                                              |
| 3月24日  | 機動武闘伝Gガンダム GUNDAM FIGHT-ROUND 5                                             | ドモン・カッシュ（関智一） | 「戦闘男児〜鍛えよ勝つために〜」 「勝利者達の挽歌」 「GET THE WIN」         | テレビアニメ『機動武闘伝Gガンダム』関連曲                    |
| 3月24日  | 機動武闘伝Gガンダム GUNDAM FIGHT-ROUND 5                                             | ドモン・カッシュ（関智一）、レイン・ミカムラ（天野由梨） | 「香港観光歌〜アジアの楽園〜」                                              | テレビアニメ『機動武闘伝Gガンダム』関連曲                    |
| 9月21日  | ふしぎ遊戯 CHARACTER'S VOCAL COLLECTION 6                                            | 井宿（関智一） | 「花鳥風月」 「おちゃのこさいさい変幻自在」                                 | テレビアニメ『ふしぎ遊戯』関連曲                             |
| 1996年   |                                                                                      | |                                                                             |                                                              |
| 6月26日  | やってらんねェぜ！                                                                   | 真木隆（関智一） | 「MAYBE BABY」 「最高のmagic」                                              | ドラマCD『やってらんねェぜ！』関連曲                         |
| 7月19日  | 月のうまれる夜                                                                       | 彬津翔（関智一）、彬津真言（結城比呂） | 「君の瞳だけ映してる」                                                      | ドラマCD『月のうまれる夜』関連曲                             |
| 11月7日  | LUNAR〜SILVER STAR STORY〜LUNATIC FESTA:Vol.4                                        | キリー（関智一） | 「Killy is No.1」                                                           | ゲーム『LUNAR シルバースターストーリー』関連曲               |
| 1997年   |                                                                                      | |                                                                             |                                                              |
| 2月21日  | 音盤物語 八雲立つ 巻之参「哭の辻・綺羅火（古代編）」                                 | 布椎闇己（関智一） | 「聖約」                                                                    | ドラマCD『音盤物語 八雲立つ』関連曲                          |
| 4月21日  | 音盤物語 八雲立つ 巻之五「衣通姫の恋」                                               | 布椎闇己（関智一） | 「Fight to the dark」                                                       | ドラマCD『音盤物語 八雲立つ』関連曲                          |
| 5月21日  | エルフを狩るモノたち キャラクターズソングブック                                      | 龍造寺淳平（関智一） | 「神のみそしる」                                                            | テレビアニメ『エルフを狩るモノたち』関連曲                   |
| 6月21日  | Weiβ kreuz Dramatic Image Album I                                                    | ケン（関智一） | 「Caravan」                                                                 | 『Weiβ』関連曲                                               |
| 7月1日   | WEST END 2                                                                           | キリ（関智一） | 「Replicant」                                                               | ドラマCD『WEST END 2』関連曲                                 |
| 8月21日  | Weiβ kreuz Dramatic Image Album II                                                   | ケン（関智一） | 「夕顔」                                                                    | 『Weiβ』関連曲                                               |
| 12月16日 | Weiβ kreuz Gluhen                                                                    | ケン（関智一） | 「死んでもいい」                                                            | 『Weiβ』関連曲                                               |
| 1998年   |                                                                                      | |                                                                             |                                                              |
| 4月17日  | 少年ガンガン コミックCDコレクション15 刻の大地 奇跡の花/闇の王エスト                 | カイ（関智一） | 「花の姫君の物語」                                                          | ドラマCD『刻の大地』関連曲                                   |
| 5月21日  | MAZE☆爆熱時空 天変脅威の大巨人 オリジナル・サウンドトラック                          | 男メイズ（関智一） | 「BIG FIGHT!」                                                              | 劇場アニメ『MAZE☆爆熱時空 天変脅威の大巨人』主題歌           |
| 6月24日  | サイキックフォース ― オリジナル・サウンドトラック                                    | バーン・グリフィス（関智一）、キース・エヴァンス（津久井教生） | 「LOVE CAN SAVE THE WORLD」                                                 | OVA『サイキックフォース』関連曲                              |
| 6月24日  | サイキックフォース ― オリジナル・サウンドトラック                                    | バーン・グリフィス（関智一） | 「friends」                                                                 | OVA『サイキックフォース』関連曲                              |
| 1999年   |                                                                                      | |                                                                             |                                                              |
| 1月13日  | ふしぎ遊戯 第二部 音盤体系 Special ベスト・ヴォーカル・コレクション                  | 鬼宿（緑川光）、星宿（子安武人）、井宿（関智一）、翼宿（神奈延年） | 「めっちゃハジけて ガッツとばして」                                         | テレビアニメ『ふしぎ遊戯』関連曲                             |
| 1月13日  | ふしぎ遊戯 第二部 音盤体系 Special ベスト・ヴォーカル・コレクション                  | 井宿（関智一） | 「MIZU-KAGAMI」                                                             | テレビアニメ『ふしぎ遊戯』関連曲                             |
| 1月21日  | カードキャプターさくら CHARACTER SONGBOOK                                            | 木之本桃矢（関智一） | 「君がいた景色」                                                            | テレビアニメ『カードキャプターさくら』関連曲                 |
| 3月21日  | エリーのアトリエ ボーカルコレクション ライゼフュラー                                 | ノルディス・フーバー（関智一） | 「How do you do?」                                                          | ゲーム『エリーのアトリエ 〜ザールブルグの錬金術士2〜』関連曲 |
| 3月25日  | INITIAL D VOCAL BATTLE                                                               | 高橋啓介（関智一） | 「DON'T STOP THE MUSIC」                                                    | テレビアニメ『頭文字D』関連曲                                |
| 3月25日  | INITIAL D VOCAL BATTLE                                                               | 高橋兄弟 | 「奇蹟の薔薇」                                                              | テレビアニメ『頭文字D』関連曲                                |
| 4月21日  | Dramatic Precious 1st Stage SLEEPLESS NIGET                                          | ケン（関智一） | 「Sweet Nothing」                                                           | 『Weiβ』関連曲                                               |
| 8月21日  | ラプラスにのって                                                                     | サトシ（松本梨香）、ピカチュウ（大谷育江）、カスミ（飯塚雅弓）、トゲピー（こおろぎさとみ）、タケシ（上田祐司）、ロコン（愛河里花子）、ケンジ（関智一）、マリル（かないみか） | 「みんなであるこう！」                                                      | テレビアニメ『ポケットモンスター』関連曲                     |
| 12月15日 | DARK EDGE「はじまりの予鈴」前編                                                      | 藤巻功（関智一） | 「虚空」                                                                    | ゲーム『DARK EDGE』関連曲                                    |
| 2000年   |                                                                                      | |                                                                             |                                                              |
| 5月24日  | 「D・N・ANGEL」trilogy                                                               | 日渡怜（関智一） | 「たとえば…」                                                               | ドラマCD『D・N・ANGEL』関連曲                                |
| 2001年   |                                                                                      | |                                                                             |                                                              |
| 3月20日  | アニメ店長主題歌CD「アニメ店長」                                                     | 兄沢命斗（関智一） | 「アニメ店長」 「夕焼け店長」                                               | ドラマCD『アニメ店長』関連曲                                 |
| 3月28日  | INTITAL D VOCAL BATTLE SPECIAL feat.TAKAHASHI Bros.RED SUNS                          | 高橋兄弟 | 「It's so free」 「GETTING DREAM」 「Suggestion（RED SUNS-mix）」           | テレビアニメ『頭文字D』関連曲                                |
| 3月28日  | INTITAL D VOCAL BATTLE SPECIAL feat.TAKAHASHI Bros.RED SUNS                          | 高橋啓介（関智一） | 「TAKE MY HEART AWAY」 「DON'T STOP THE MUSIC」 「遠い空へ」                | テレビアニメ『頭文字D』関連曲                                |
| 4月25日  | アニメ店長オリジナルドラマCD1「最白-トレブラン-」                                    | 兄沢命斗（関智一） | 「アニメ店長」                                                              | ドラマCD『アニメ店長』関連曲                                 |
| 4月25日  | アニメ店長オリジナルドラマCD1「最白-トレブラン-」                                    | 最白（関智一、関俊彦、子安武人、三木眞一郎、平田広明、保志総一朗、石田彰、結城比呂）                                                                                         | 「DOUBLE DEAR」                                                             | ドラマCD『アニメ店長』関連曲                                 |
| 7月4日   | グラビテーション サウンド・ストーリー                                                | 新堂愁一（関智一） | 「Break Through」                                                           | テレビアニメ『グラビテーション』関連曲                       |
| 7月4日   | 遙かなる時空の中で 八葉みさと異聞〜君恋ふる歌〜                                      | 森村天真（関智一） | 「オオカミの涙」                                                            | ゲーム『遙かなる時空の中で』関連曲                           |
| 7月4日   | 遙かなる時空の中で 八葉みさと異聞〜君恋ふる歌〜                                      | 八葉（三木眞一郎、関智一、高橋直純、宮田幸季、中原茂、井上和彦、保志総一朗、石田彰）                                                                                         | 「遙かなる時空を越えて」                                                    | ゲーム『遙かなる時空の中で』関連曲                           |
| 8月22日  | 「機動天使エンジェリックレイヤー」キャラクターソングアルバム〜天使の音楽(メロディ)〜 | いっちゃん（小野坂昌也）、尾形雅治（関智一） | 「罰ゲームでチャラや」                                                      | テレビアニメ『機動天使エンジェリックレイヤー』関連曲         |
| 9月1日   | アニメ店長オリジナルドラマCD3「最白II-トレブラン ドゥ-」                             | 兄沢命斗（関智一） | 「アニメ店長」                                                              | ドラマCD『アニメ店長』関連曲                                 |
| 9月1日   | アニメ店長オリジナルドラマCD3「最白II-トレブラン ドゥ-」                             | 兄沢命斗（関智一）、殿鬼ガイ（三木眞一郎）、道玄坂登也（子安武人）、メル＝ローズ（平田広明）                                                                                 | 「輝いていこう」                                                            | ドラマCD『アニメ店長』関連曲                                 |
| 9月21日  | 遙かなる時空の中で〜花鳥風月〜                                                       | 森村天真（関智一）、流山詩紋（宮田幸季） | 「Six・Wings」                                                              | ゲーム『遙かなる時空の中で』関連曲                           |
| 12月5日  | グラビテーション サウンド・ストーリーII                                              | 新堂愁一（関智一） | 「Bird」                                                                    | テレビアニメ『グラビテーション』関連曲                       |
| 12月19日 | アニメ店長SONG ALBUM「有頂天!!〜High-Standard〜」                                    | 兄沢命斗（関智一） | 「アニメ店長」 「世話が焼けるぜ」 「夕焼け店長」 「アニメ店長―完全燃焼版―」 | ドラマCD『アニメ店長』関連曲                                 |
| 12月19日 | アニメ店長SONG ALBUM「有頂天!!〜High-Standard〜」                                    | 最白（関智一、関俊彦、子安武人、三木眞一郎、平田広明、保志総一朗、石田彰、結城比呂）                                                                                         | 「DOUBLE DEAR」                                                             | ドラマCD『アニメ店長』関連曲                                 |
| 12月19日 | アニメ店長SONG ALBUM「有頂天!!〜High-Standard〜」                                    | 兄沢命斗（関智一）、殿鬼ガイ（三木眞一郎）、道玄坂登也（子安武人）、メル＝ローズ（平田広明）                                                                                 | 「輝いていこう」                                                            | ドラマCD『アニメ店長』関連曲                                 |
| 2002年   |                                                                                      | |                                                                             |                                                              |
| 2月21日  | 遙かなる時空の中で 四神ミニアルバム 青龍                                             | 森村天真（関智一） | 「The Long Long Windy Road」                                                | ゲーム『遙かなる時空の中で』関連曲                           |
| 2月21日  | 遙かなる時空の中で 四神ミニアルバム 青龍                                             | 源頼久（三木眞一郎）、森村天真（関智一） | 「時の河を渡れ」                                                            | ゲーム『遙かなる時空の中で』関連曲                           |
| 7月24日  | 東京アンダーグラウンド O.S.T.                                                        | 浅葱留美奈（関智一）、五十鈴銀之助（保志総一朗） | 「Blow up」                                                                 | テレビアニメ『東京アンダーグラウンド』関連曲                 |
| 8月7日   | ちょびっツ キャラクターソング・コレクション                                          | 新保弘（関智一）、すもも（くまいもとこ） | 「Groove☆Maste」                                                            | テレビアニメ『ちょびっツ』関連曲                             |
| 9月26日  | アニメ店長 オリジナルドラマCD「最白3-トレブラン トロワ-沈黙の即売会」                | 最白（関智一、関俊彦、子安武人、三木眞一郎、平田広明、保志総一朗、石田彰、結城比呂）                                                                                         | 「蒼い孤独」                                                                | ドラマCD『アニメ店長』関連曲                                 |
| 12月25日 | SAMURAI DEEPER KYO キャラクター・ヴォーカル・アルバム 「狂奏歌」                     | 辰伶（関智一） | 「絶想〜ぜっそう〜」                                                        | テレビアニメ『SAMURAI DEEPER KYO 』関連曲                    |
| 2003年   |                                                                                      | |                                                                             |                                                              |
| 7月23日  | 機動戦士ガンダム SEED スーツ CD (5) アスラン×イザーク×ディアッカ                     | イザーク・ジュール（関智一） | 「Shoot」                                                                   | テレビアニメ『機動戦士ガンダムSEED』関連曲                   |
| 8月6日   | 遙かなる時空の中で2〜花をとめ〜                                                      | 平勝真（関智一） | 「火群の地平線」                                                            | ゲーム『遙かなる時空の中で2』関連曲                          |
| 12月10日 | 遙かなる時空の中で2 〜雪月花〜                                                       | 源頼忠（三木眞一郎）、平勝真（関智一） | 「嵐翠の鬣で飛べ」                                                          | ゲーム『遙かなる時空の中で2』関連曲                          |
| 12月25日 | 羊のうた オリジナルアニメサウンドトラック                                            | 千砂（林原めぐみ）、一砂（関智一） | 「Destiny〜宿命〜」                                                         | OVA『羊のうた』主題歌                                        |
| 2004年   |                                                                                      | |                                                                             |                                                              |
| 7月10日  | アニメ店長 アニメイトEXPOテーマソング「パラダイス」                                  | 兄沢命斗（関智一）、星井ラミカ（長沢美樹） | 「パラダイス」                                                              | ドラマCD『アニメ店長』関連曲                                 |
| 9月29日  | 遙かなる時空の中で 歌草紙 涼風の宴                                                   | 八葉（三木眞一郎、関智一、高橋直純、宮田幸季、中原茂、井上和彦、保志総一朗、石田彰）                                                                                         | 「遼遠の旅路を行け」                                                        | ゲーム『遙かなる時空の中で』関連曲                           |
| 12月22日 | 遙か、君のもとへ…                                                                    | 森村天真（関智一）、イノリ（高橋直純）、流山詩紋（宮田幸季） | 「遙か、君のもとへ…」                                                       | テレビアニメ『遙かなる時空の中で-八葉抄-』オープニングテーマ |
| 2005年   |                                                                                      | |                                                                             |                                                              |
| 1月19日  | 天上天下キャラクターコレクション EXTRA BOUT.2                                        | 高柳雅孝（関智一） | 「葛藤」                                                                    | テレビアニメ『天上天下』                                     |
| 1月19日  | 遙かなる時空の中で〜八葉抄〜 キャラクターコレクションI 青龍篇                        | 森村天真（関智一） | 「瞳と瞳のignition」                                                        | テレビアニメ『遙かなる時空の中で-八葉抄-』関連曲             |
| 2月22日  | 遙かなる時空の中で2〜花鏡〜                                                          | 平勝真（関智一）、イサト（高橋直純） | 「氷壁の鏡 灼熱の希望」                                                     | ゲーム『遙かなる時空の中で2』関連曲                          |
| 3月30日  | 遙かなる時空の中で3 薄月夜一〜黎明の章〜                                             | 源九郎義経（関智一） | 「瑠璃稲妻の決意」                                                          | ゲーム『遙かなる時空の中で3』関連曲                          |
| 8月3日   | 遙かなる時空の中で〜八葉抄〜 ヴォーカル・コレクション                                | 八葉（三木眞一郎、関智一、高橋直純、宮田幸季、中原茂、井上和彦、保志総一朗、石田彰）                                                                                         | 「永遠の桜吹雪をあなたに…」                                                 | テレビアニメ『遙かなる時空の中で-八葉抄-』関連曲             |
| 9月28日  | 遙かなる時空の中で2〜紅葉舞〜                                                        | 平勝真（関智一） | 「初嵐の眩暈をお前と」                                                      | ゲーム『遙かなる時空の中で2』関連曲                          |
| 12月7日  | 遙かなる時空の中で3 十六夜記 月のしずく                                              | 源九郎義経（関智一）、梶原景時（井上和彦） | 「満月は夜空の真珠」                                                        | ゲーム『遙かなる時空の中で3』関連曲                          |
| 2006年   |                                                                                      | |                                                                             |                                                              |
| 5月24日  | ドラえもん☆ミニアルバム2                                                             | スネ夫（関智一）、森の木児童合唱団 | 「スネ夫のおぼっちゃマンボ」                                                | テレビアニメ『ドラえもん』関連曲                             |
| 6月21日  | 夢使い キャラクターCD〜橘一〜                                                        | 橘一（関智一） | 「ピエロ 〜愛の道化師〜」                                                   | テレビアニメ『夢使い』関連曲                                 |
| 7月21日  | 吟遊黙示録マイネリーベwieder キャラクターCD(2)                                       | エドヴァルド（関智一） | 「僕が包み込むから」 「時間の河」                                           | テレビアニメ『吟遊黙示録マイネリーベ』関連曲                 |
| 8月30日  | 遙かなる時空の中で2&3 キャラクターコレクション1平勝真＆源九郎義経                    | 源九郎義経（関智一） | 「お前という陽だまり」                                                      | ゲーム『遙かなる時空の中で3』関連曲                          |
| 10月18日 | 遙かなる時空の中で 舞一夜 〜熾火〜                                                   | 森村天真（関智一） | 「土砂降りLONELY HEART」                                                    | ゲーム『遙かなる時空の中で 舞一夜』関連曲                    |
| 10月25日 | アニメ店長 SONG ALBUM「有頂天!! 2〜HIGH-STANDARD 2〜」                               | 兄沢命斗（関智一） | 「アニメ店長 Second イグニッション!」 「情熱花火」 「言えない言葉」         | ドラマCD『アニメ店長』関連曲                                 |
| 10月25日 | アニメ店長 SONG ALBUM「有頂天!! 2〜HIGH-STANDARD 2〜」                               | 兄沢命斗（関智一）、星井ラミカ（長沢美樹） | 「パラダイス」                                                              | ドラマCD『アニメ店長』関連曲                                 |
| 10月25日 | アニメ店長 SONG ALBUM「有頂天!! 2〜HIGH-STANDARD 2〜」                               | 最白（関智一、関俊彦、子安武人、三木眞一郎、平田広明、保志総一朗、石田彰、結城比呂）                                                                                         | 「蒼い孤独」                                                                | ドラマCD『アニメ店長』関連曲                                 |
| 2007年   |                                                                                      | |                                                                             |                                                              |
| 1月12日  | 彩雲国物語 オリジナルサウンドトラック 2                                              | 紫劉輝（関智一） | 「永遠の願い」                                                              | テレビアニメ『彩雲国物語』関連曲                             |
| 12月5日  | 遙かなる時空の中で3 紅の月 第一夜                                                    | 源九郎義経（関智一） | 「闇を断つ瞳は月光」                                                        | ゲーム『遙かなる時空の中で3』関連曲                          |
| 2008年   |                                                                                      | |                                                                             |                                                              |
| 2月8日   | 彩雲国物語セカンドシリーズ ドラマCD3                                                 | 紅秀麗（桑島法子）、紫劉輝（関智一） | 「遥かな空」                                                                | テレビアニメ『彩雲国物語』関連曲                             |
| 9月17日  | 遙かなる時空の中で4〜星影の詩〜                                                      | サザキ（関智一） | 「情熱とためらいの空騒ぎ」                                                  | ゲーム『遙かなる時空の中で4』関連曲                          |
| 10月1日  | ドラえもんのうたってあそぼう放送局!! しつけをおぼえたらてあそびのじかん              | ジャイアン（木村昴）、骨川スネ夫（関智一）、ミヨ（神田朱未）、園児たち（鉄砲塚葉子、金田朋子）                                                                               | 「とんとんとんとんひげじいさん」                                            | テレビアニメ『ドラえもん』関連曲                             |
| 10月1日  | ドラえもんのうたってあそぼう放送局!! しつけをおぼえたらてあそびのじかん              | 野比のび太（大原めぐみ）、源静香（かかずゆみ）、ジャイアン（木村昴）、骨川スネ夫（関智一）、ミヨ（神田朱未）、園児たち（鉄砲塚葉子、金田朋子）                               | 「げんこつやまのたぬきさん」                                                | テレビアニメ『ドラえもん』関連曲                             |
| 10月1日  | ドラえもんのうたってあそぼう放送局!! しつけをおぼえたらてあそびのじかん              | ドラえもん（水田わさび）、野比のび太（大原めぐみ）、源静香（かかずゆみ）、ジャイアン（木村昴）、骨川スネ夫（関智一）、ミヨ（神田朱未）、園児たち（鉄砲塚葉子、金田朋子）     | 「おおきなくりのきのしたで」                                                | テレビアニメ『ドラえもん』関連曲                             |
| 10月1日  | ドラえもんのうたってあそぼう放送局!! しつけをおぼえたらてあそびのじかん              | 野比のび太（大原めぐみ）、源静香（かかずゆみ）、ジャイアン（木村昴）、骨川スネ夫（関智一）、ミヨ（神田朱未）                                                                 | 「グーチョキパーでなにつくろう」                                            | テレビアニメ『ドラえもん』関連曲                             |
| 10月1日  | ドラえもんのうたってあそぼう放送局!! ひらがな・かず・かたちをおぼえよう              | ドラえもん（水田わさび）、野比のび太（大原めぐみ）、源静香（かかずゆみ）、ジャイアン（木村昴）、骨川スネ夫（関智一）、太郎（鉄砲塚葉子）                                     | 「あいうえおのうた」                                                        | テレビアニメ『ドラえもん』関連曲                             |
| 10月1日  | ドラえもんのうたってあそぼう放送局!! ひらがな・かず・かたちをおぼえよう              | ドラえもん（水田わさび）、野比のび太（大原めぐみ）、源静香（かかずゆみ）、ジャイアン（木村昴）、骨川スネ夫（関智一）                                                         | 「あいうえおまたね」                                                        | テレビアニメ『ドラえもん』関連曲                             |
| 10月1日  | ドラえもんのうたってあそぼう放送局!! ひらがな・かず・かたちをおぼえよう              | 源静香（かかずゆみ）、骨川スネ夫（関智一）、ドラえもん（水田わさび） | 「しりとりのうた」                                                          | テレビアニメ『ドラえもん』関連曲                             |
| 10月1日  | ドラえもんのうたってあそぼう放送局!! ひらがな・かず・かたちをおぼえよう              | 野比のび太（大原めぐみ）、骨川スネ夫（関智一） | 「どっちどっちくらべっこ」                                                  | テレビアニメ『ドラえもん』関連曲                             |
| 10月1日  | ドラえもんのうたってあそぼう放送局!! ひらがな・かず・かたちをおぼえよう              | 源静香（かかずゆみ）、骨川スネ夫（関智一）、神田朱美、太郎（鉄砲塚葉子）、ドラえもん（水田わさび）                                                                           | 「おえかき クレープ」                                                       | テレビアニメ『ドラえもん』関連曲                             |
| 12月3日  | ネオロマンスDuet+ 遙かなる時空の中で                                                 | 源九郎義経（関智一）、藤原泰衡（鳥海浩輔） | 「蒼天に浚いの風よ吹け」                                                    | ゲーム『遙かなる時空の中で3』関連曲                          |
| 2009年   |                                                                                      | |                                                                             |                                                              |
| 2月4日   | 遥かなる時空の中で 夢浮橋Special〜天花の虹〜                                         | 平勝真（関智一） | 「暁闇に赤虹の弓を引け」                                                    | ゲーム『遙かなる時空の中で2』関連曲                          |
| 6月24日  | 遙かなる時空の中で4〜時巡の詩〜                                                      | サザキ（関智一）、カリガネ（根本正勝） | 「花盗人の空は千紫万紅」                                                    | ゲーム『遙かなる時空の中で4』関連曲                          |
| 6月24日  | 遙かなる時空の中で4〜時巡の詩〜                                                      | サザキ（関智一） | 「満点の星は宝地図」                                                        | ゲーム『遙かなる時空の中で4』関連曲                          |
| 10月14日 | ネオロマンス・フレンズ                                                               | サザキ（関智一）、土浦梁太郎（伊藤健太郎） | 「せーの！ 〜太陽は照らすから〜」                                           | ゲーム『遙かなる時空の中で4』関連曲                          |
| 12月9日  | ネオロマンス・クリスマス 〜聖夜にラブソングを〜                                      | ルヴァ（関俊彦）、月森蓮（谷山紀章）、ジェイド（小野坂昌也） | 「HOLY SNOW」                                                               | ゲーム『遙かなる時空の中で4』関連曲                          |
| 2010年   |                                                                                      | |                                                                             |                                                              |
| 2月17日  | 遙かなる時空の中で ヴォーカル・コンプリートBOX                                       | 森村天真（関智一）、源頼久（三木眞一郎） | 「飛翔のとき」                                                              | ゲーム『遙かなる時空の中で』関連曲                           |
| 3月24日  | 遙かなる時空の中で3 〜終わりなき運命〜 ヴォーカル集 永訣の桜月                       | 有川将臣（三木眞一郎）、源九郎義経（関智一） | 「悠久の月光」                                                              | ゲーム『遙かなる時空の中で3』関連曲                          |
| 9月22日  | 「STEINS;GATE」オーディオシリーズ ☆ラボメンナンバー003☆橋田至                        | 橋田至（関智一） | 「萌える世界の幻想譚」                                                      | ゲーム『STEINS;GATE』関連曲                                  |
| 11月17日 | 遙かなる時空の中で 10周年記念 Vol.4 地の八葉                                         | 平勝真（関智一） | 「朔風駆ける丘に立ち」                                                      | ゲーム『遙かなる時空の中で2』関連曲                          |
| 2011年   |                                                                                      | |                                                                             |                                                              |
| 2月24日  | アニメ店長 10周年 新主題歌「アニメ店長 激情版」                                      | 兄沢命斗（関智一） | 「アニメ店長 激情版」 「傷だらけの笑顔」                                    | ドラマCD『アニメ店長』関連曲                                 |
| 12月16日 | SKET DANCE キャラクターソングアルバム "キャラット・ダンス♪"                          | 安形惣司郎（関智一） | 「置き物ラプソディ」                                                        | テレビアニメ『SKET DANCE』関連曲                             |
| 2012年   |                                                                                      | |                                                                             |                                                              |
| 3月7日   | パーリー！ハレルヤ！                                                                 | SKET ROCK | 「パーリー！ハレルヤ！」                                                    | テレビアニメ『SKET DANCE』エンディングテーマ                 |
| 8月29日  | 世界は屋上で見渡せた                                                                 | 開盟学園生徒会執行部 | 「世界は屋上で見渡せた 〜合唱 ver.〜」                                      | テレビアニメ『SKET DANCE』エンディングテーマ                 |
| 12月19日 | ドラえもん 生誕100年前 記念イヤー！！ドラえもんとあそぼう!こどものうたスペシャル     | ドラえもん（水田わさび）、野比のび太（大原めぐみ）、骨川スネ夫（関智一）、源静香（かかずゆみ）、ジャイアン（木村昴）                                                         | 「ハッピー☆ラッキー・バースデー！」                                         | テレビアニメ『ドラえもん』関連曲                             |
| 12月19日 | ドラえもん 生誕100年前 記念イヤー！！ドラえもんとあそぼう!こどものうたスペシャル     | ドラえもん（水田わさび）、野比のび太（大原めぐみ）、源静香（かかずゆみ）、ジャイアン（木村昴）、骨川スネ夫（関智一）、ルミコ・バーンス、ヘレン・モリソン                     | 「Goodbye またね」                                                          | テレビアニメ『ドラえもん』関連曲                             |
| 12月19日 | ドラえもん 生誕100年前 記念イヤー！！ドラえもんとあそぼう!こどものうたスペシャル     | スネ夫（関智一）、ジャイアン（木村昴） | 「フレンド・オブ・ザ・ハ〜ト」                                              | テレビアニメ『ドラえもん』関連曲                             |
| 2014年   |                                                                                      | |                                                                             |                                                              |
| 2月19日  | ストレンジ・プラス Songs                                                             | 恒（関智一） | 「On My Way」                                                               | テレビアニメ『ストレンジ・プラス』関連曲                     |
| 3月12日  | ツイン☆ドラえもん ソングベスト40                                                     | ドラえもん（水田わさび）、野比のび太（大原めぐみ）、剛田武〈ジャイアン〉（木村昴）、骨川スネ夫（関智一）                                                                     | 「Moonlight Blue」                                                          | テレビアニメ『ドラえもん』関連曲                             |
| 11月19日 | 夢をかなえてドラえもん                                                               | ドラえもん（水田わさび）、野比のび太（大原めぐみ）、剛田武〈ジャイアン〉（木村昴）、骨川スネ夫（関智一）                                                                     | 「夢をかなえてドラえもん」                                                  | テレビアニメ『ドラえもん』オープニングテーマ                 |
| 2015年   |                                                                                      | |                                                                             |                                                              |
| 7月15日  | ボーイフレンド（仮）キャラクターCDシリーズ vol.2 遊馬百汰&東雲巽&皇アラン&瀬名竜之介 | 東雲巽（関智一） | 「獅子のプライド」                                                          | ゲーム『ボーイフレンド（仮）』関連曲                         |
| 2016年   |                                                                                      | |                                                                             |                                                              |
| 3月30日  | 神々の悪戯 InFinite 神曲集 ディオニュソス&メリッサ                                   | メリッサ（関智一） | 「セキララ」                                                                | ゲーム『神々の悪戯 InFinite』関連曲                          |
| 10月26日 | ナンバカ脱獄理論♪！                                                                  | ジューゴ（上村祐翔）、ウノ（柿原徹也）、ロック（汐崎アイル）、ニコ（小林大紀）、双六一（関智一）                                                                             | 「ナンバカ脱獄理論♪！」                                                     | テレビアニメ『ナンバカ』エンディングテーマ                   |
| 2017年   |                                                                                      | |                                                                             |                                                              |
| 8月18日  | 太陽がくれた季節                                                                     | 富士美高校サッカー部 | 「太陽がくれた季節」                                                        | テレビアニメ『潔癖男子！青山くん』エンディングテーマ         |
| 9月27日  | ボーイフレンド（仮）プロジェクト ミュージックアルバム 藤城学園 #01                   | 3-D | 「Summer Magic」                                                            | ゲーム『ボーイフレンド（仮）きらめき☆ノート』関連曲          |
| 2018年   |                                                                                      | |                                                                             |                                                              |
| 1月24日  | ボーイフレンド（仮）プロジェクト ミュージックアルバム 藤城学園 #02                   | 不屈の武士道組 | 「極！武士の道も一歩から」                                                  | ゲーム『ボーイフレンド（仮）きらめき☆ノート』関連曲          |
| 2019年   |                                                                                      | |                                                                             |                                                              |
| 11月27日 | CharadeManiacs キャラクターソング＆ドラマ Vol.1                                      | 双巳リョウイチ（関智一） | 「迷妄する口付け」                                                          | ゲーム『CharadeManiacs』関連曲                               |

### その他参加作品
| 発売日   | 商品名                                                        | 歌                                                                                           | 楽曲 | 備考                                                  |
| 1995年   | 1995年                                                        | 1995年                                                                                       | 1995年 | 1995年                                                |
| -------- | ------------------------------------------------------------- | -------------------------------------------------------------------------------------------- | --- | ----------------------------------------------------- |
| 12月21日 | とうきょうデンキKIRA KIRA合唱団 THE HEROS                     | 関智一                                                                                       | 「みなし児のバラード」 |                                                       |
| 2005年   |                                                               |                                                                                              | |                                                       |
| 9月14日  | 仮面ライダー威吹鬼 写真集付きCD 風雅勇伝                      | 関智一                                                                                       | 「風雅勇伝」 | テレビドラマ『仮面ライダー響鬼』関連曲                |
| 2007年   |                                                               |                                                                                              | |                                                       |
| 6月21日  | 月光仮面                                                      | 関智一                                                                                       | 「月光仮面は誰でしょう」 | ドラマCD『月光仮面』主題歌                            |
| 2008年   |                                                               |                                                                                              | |                                                       |
| 8月27日  | That's WATANABEFLOWER SHOW SPECIAL!!                          | 関智一                                                                                       | 「雨と帽子」 |                                                       |
| 8月27日  | That's WATANABEFLOWER SHOW SPECIAL!!                          | 宮野真守、松風雅也、朴璐美、関智一、鈴村健一、櫻井孝宏                                       | 「モーターバイクブギ」 |                                                       |
| 2010年   |                                                               |                                                                                              | |                                                       |
| 4月14日  | 新・百歌声爛 男性声優編                                       | 関智一                                                                                       | 「燃える闘魂 -アントニオ猪木-」 「電光アクションマシンマン」 「行け! 行け! メガロマン」 「出撃! レッドタイガーの詩」 「おれの兄弟電人ザボーガー」 「おれとおまえはバイクロッサー」 「UFO少年団」 「行け! 牛若小太郎」 「ムサシ! BUGEI伝!」 「三郎のテーマ」 |                                                       |
| 2012年   |                                                               |                                                                                              | |                                                       |
| 2月22日  | ディズニー・デート〜声の王子様〜                              | 神谷浩史、鈴村健一、福山潤、櫻井孝宏、杉田智和、緑川光、森川智之、関智一、入野自由、山寺宏一 | 「ミッキーマウス・マーチ」 |                                                       |
| 2月22日  | ディズニー・デート〜声の王子様〜                              | 関智一                                                                                       | 「ゴー・ザ・ディスタンス」 |                                                       |
| 9月19日  | ディズニー 声の王子様 第2章〜Love Stories〜                   | 関智一                                                                                       | 「ユール・ビー・イン・マイ・ハート」 |                                                       |
| 9月19日  | ディズニー 声の王子様 第2章〜Love Stories〜                   | 関智一                                                                                       | 「美女と野獣」 |                                                       |
| 9月19日  | ディズニー 声の王子様 第2章〜Love Stories〜                   | 関智一 ＆ 置鮎龍太郎                                                                         | 「美女と野獣」 |                                                       |
| 2014年   |                                                               |                                                                                              | |                                                       |
| 4月16日  | せきとこにし                                                  | せきとこにし                                                                                 | 「永遠にともに feat.Katsuyuki Konishi」 「Best Friend〜旅立ちの日に〜」 「あなたとあなた」 「LAMP」 「長沢美樹〜永遠にひとり〜」 「scardreamer」 |                                                       |
| 5月16日  | TVアニメ「史上最強の弟子ケンイチ 闇の襲撃」オープニングテーマ | 関智一                                                                                       | 「Higher Ground」 | テレビアニメ『史上最強の弟子ケンイチ 闇の襲撃』主題歌 |
| 9月18日  | せきとこにし2                                                 | せきとこにし                                                                                 | 「おかえり、今日の僕」 「きみという場所」 「ties」 「Leader」 「Write Home」 「scardreamer」 「永遠にともに feat.Tomokazu Seki」 |                                                       |
| 2016年   |                                                               |                                                                                              | |                                                       |
| 10月12日 | ザ・ラジレンジャーズ                                          | 関智一                                                                                       | 「バイオロボの歌」 |                                                       |
| 2017年   |                                                               |                                                                                              | |                                                       |
| 12月20日 | Shizuka Kudo Tribute                                          | 関智一                                                                                       | 「激情」 |                                                       |
| 12月20日 | POWER                                                         | 関智一                                                                                       | 「ミクロイドS」 「愛の勇者たち」 |                                                       |

- USO800（ポアロ） - ジャケットデザインに加え、「君が告白したのもレッスンの延長なのかい?」では曲中のセリフ、「READY GO」ではゲストボーカルを担当。

## 著作
著書
- 声優に死す 後悔しない声優の目指し方（2017年3月18日、KADOKAWA/角川書店） ISBN 978-4-04-105138-2

漫画原作
- 銀河ロイドコスモX HXL版（漫画：細雪純）